# Biserica Adormirea Maicii Domnului din Crișan, Hunedoara

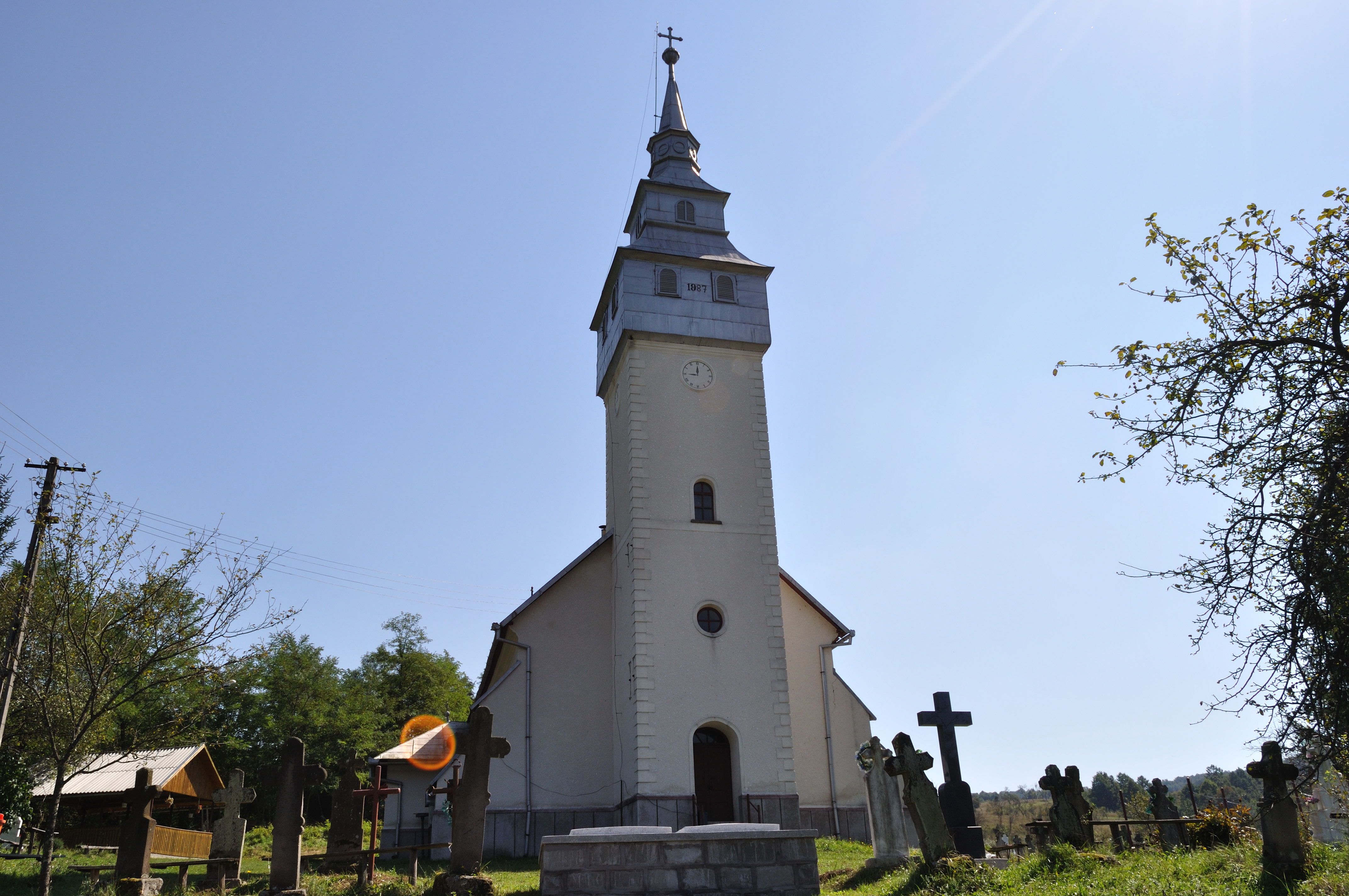
Biserica de zid „Adormirea Maicii Domnului” din Crișan, comuna Ribița, județul Hunedoara, foto: septembrie 2010.

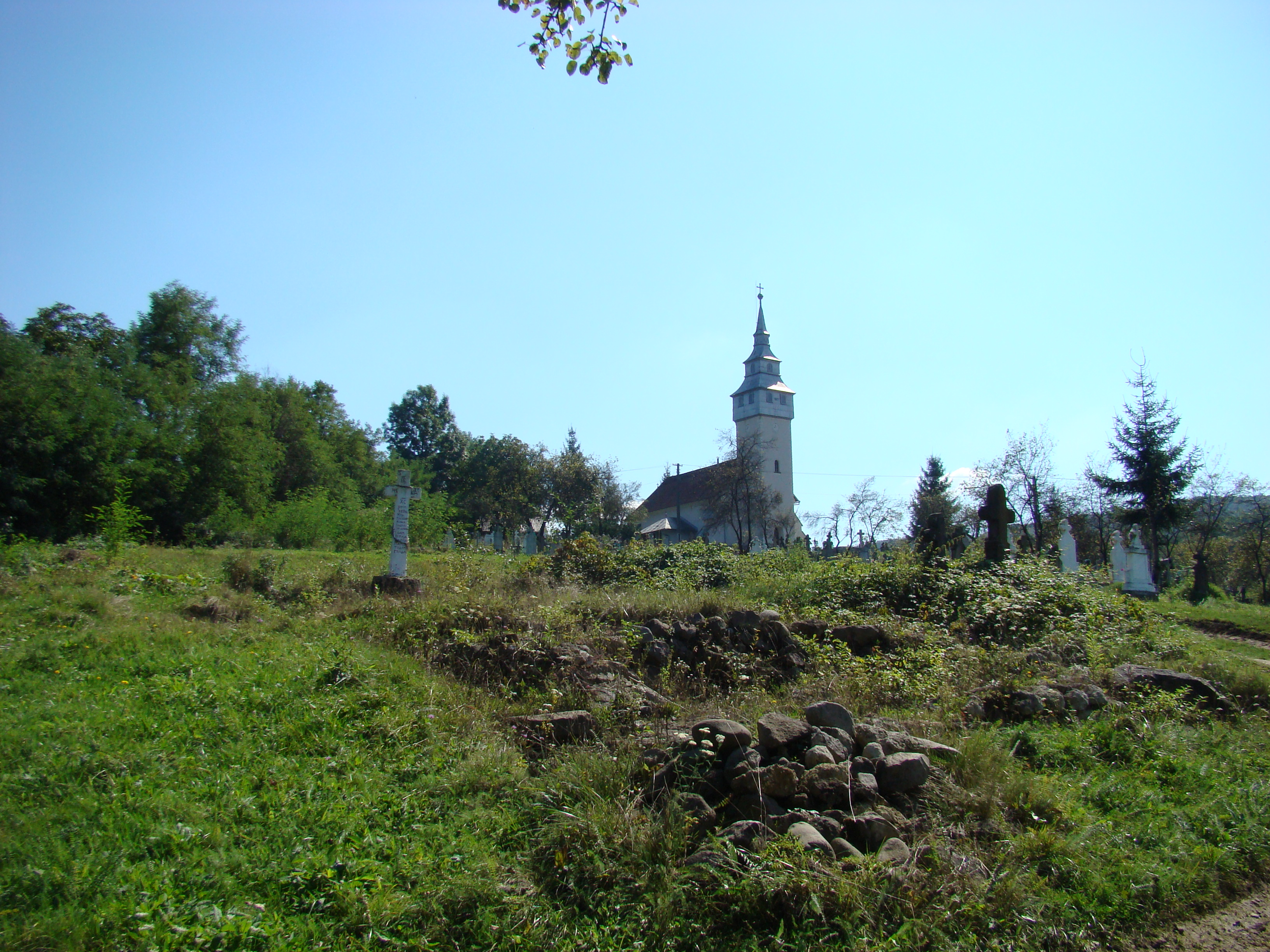
Biserica din depărtare

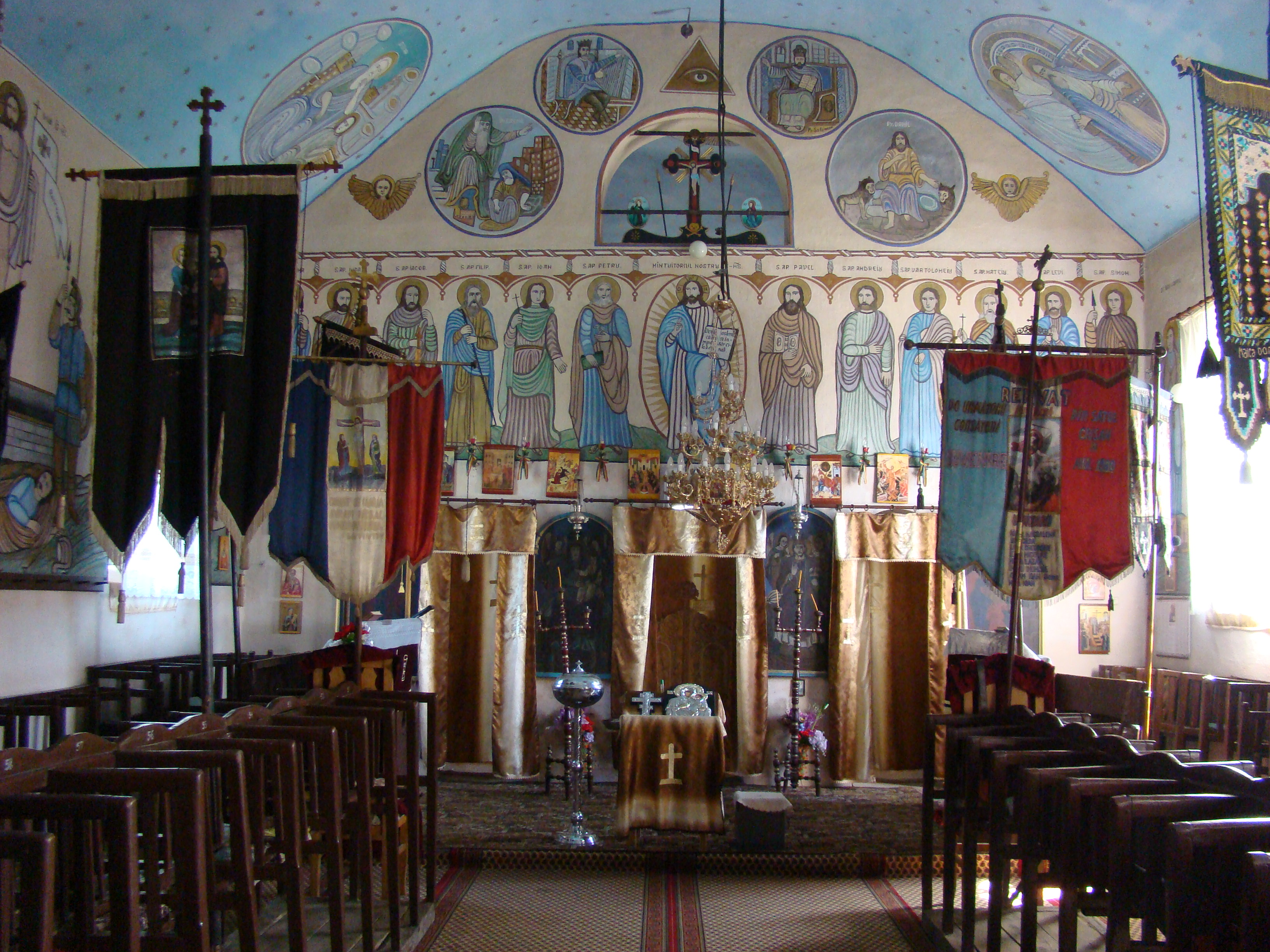
Interiorul navei

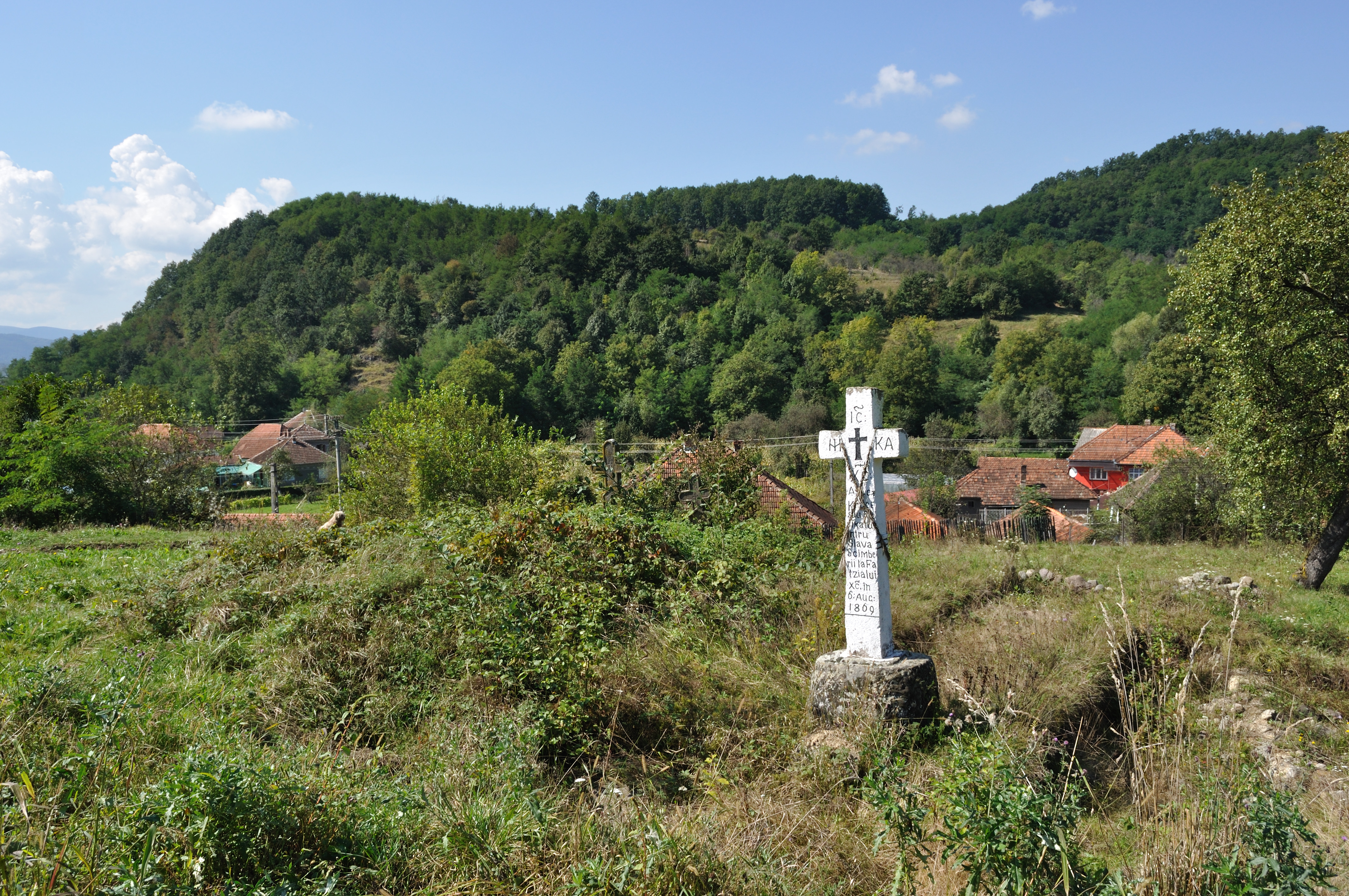
Amplasamentul bisericii de lemn anterioare, locul prestolului fiind marcat printr-o troiță

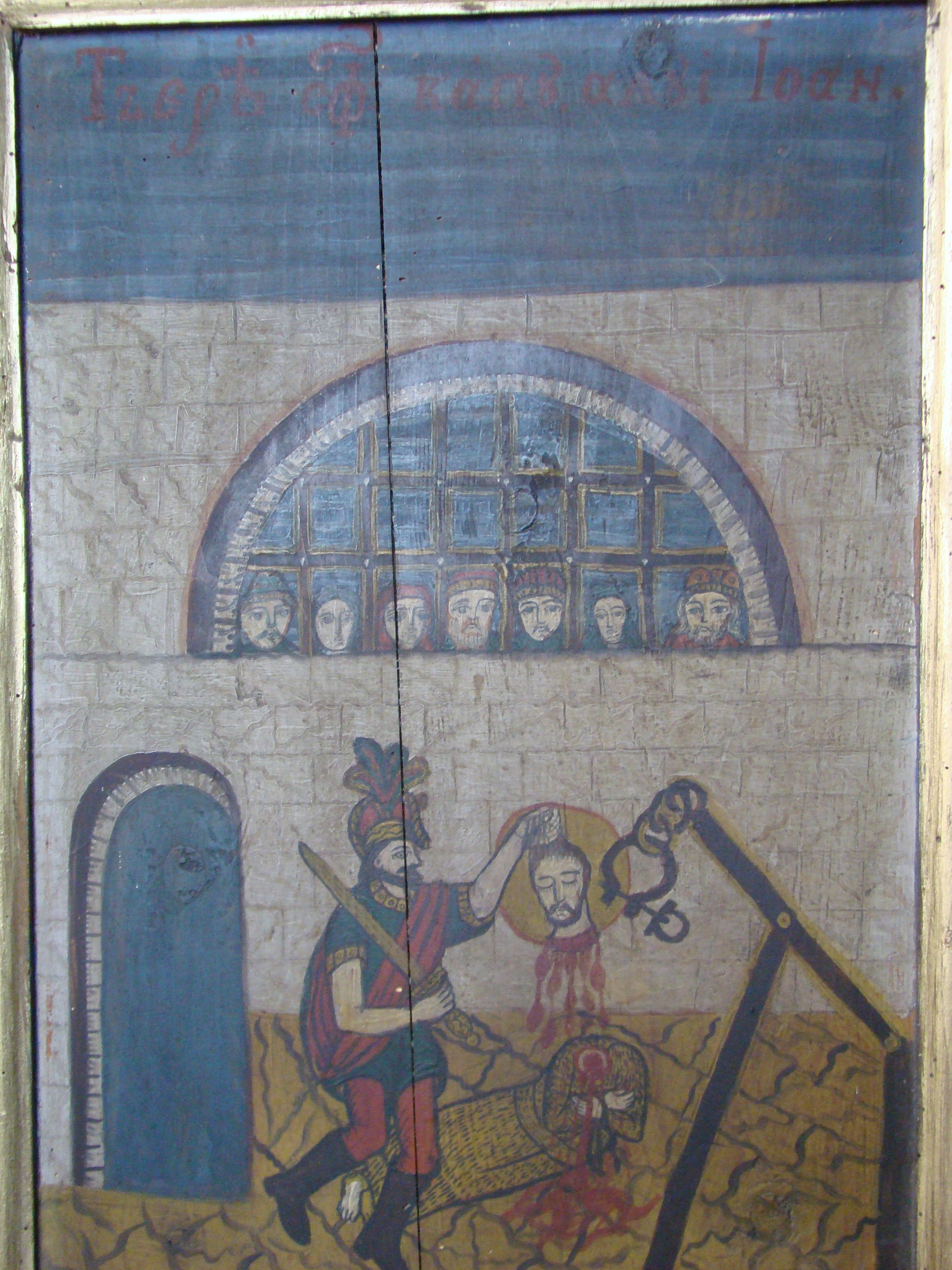
Tăierea Capului Sfântului Ioan Botezătorul

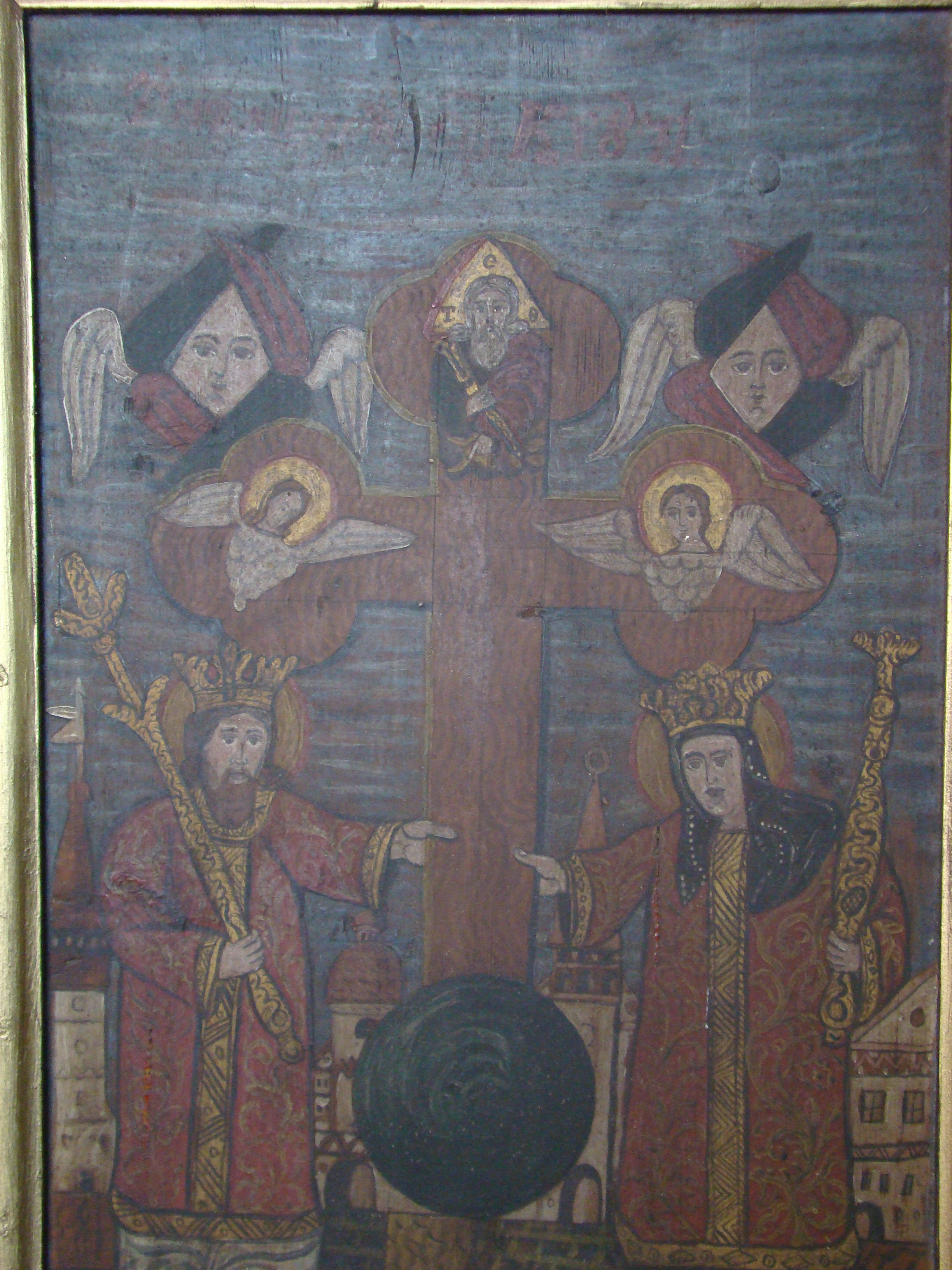
Sfinții Împărați Constantin și Elena

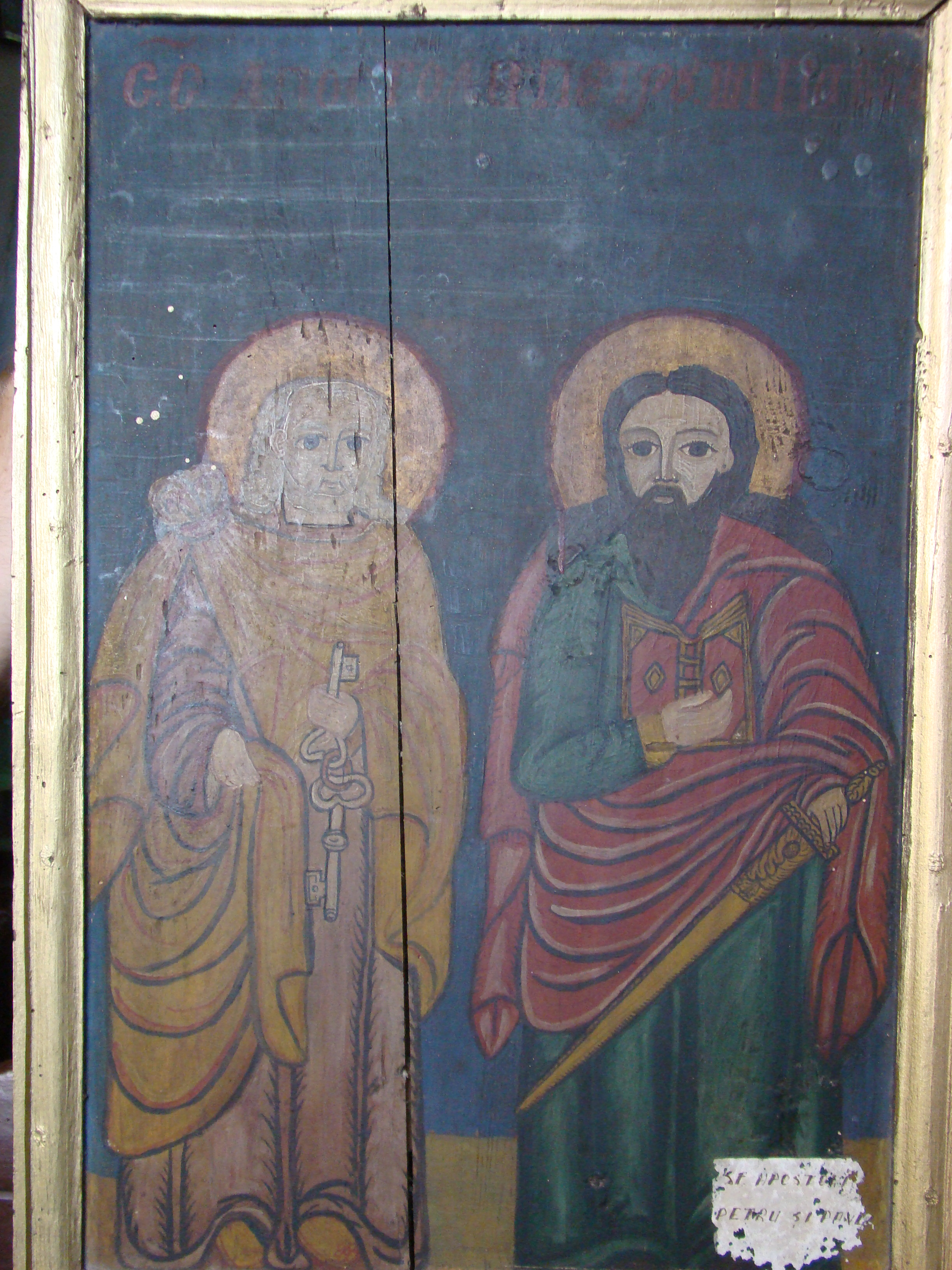
Sfinții Apostoli Petru și Pavel

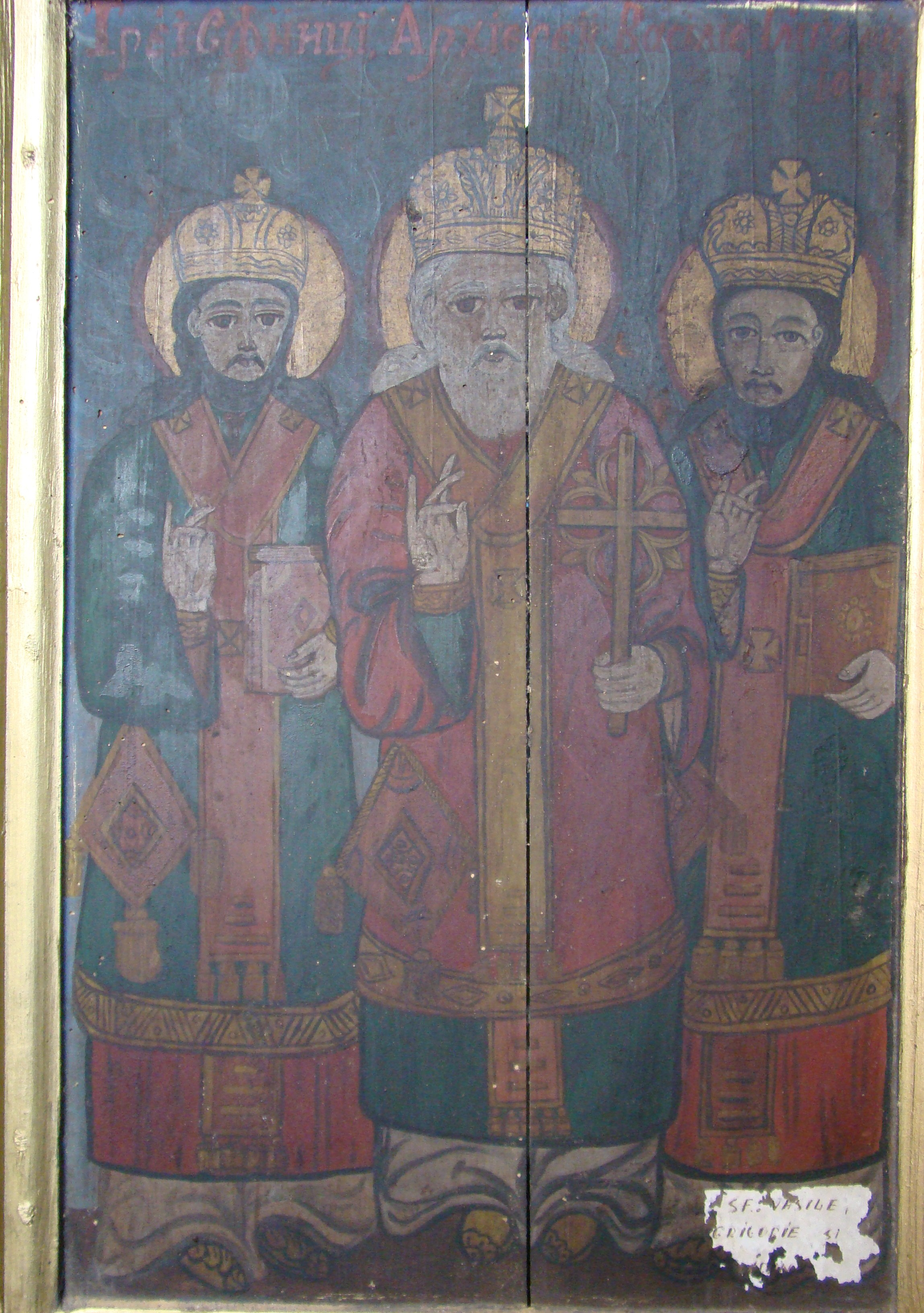
Sfinții Trei Ierarhi

Biserica „Adormirea Maicii Domnului” din Crișan a fost construită între anii 1844 și 1852. Reprezintă unul dintre valoroasele monumente de arhitectură ecleziastică din județul Hunedoara.

## Istoric și trăsături
În cimitirul satului Crișan (fost Vaca) se înalță un lăcaș trainic de piatră cu hramul „Adormirea Maicii Domnului”, construit între anii 1844 și 1852, în timpul păstoririi preotului Ioan Manea. Edificiul are un plan dreptunghiular, cu absida decroșată, de formă semicirculară; nava este consolidată prin șase contraforți masivi. Accesul în sfântul lăcaș se face prin două uși, una amplasată pe latura sudică a naosului (precedată de un pridvor scund de zid), iar cealaltă la vest, la parterul turnului-clopotniță impunător (adăugat în 1867), prevăzut cu un foișor închis, supraetajat, învelit în tablă. La acoperișul propriu-zis s-a folosit țigla. 
Pereții, supraînălțați în anul 1924, sunt împodobiți la interior cu un bogat decor iconografic, executat de pictorul Gheorghe Zsigmond din Buciumeni (jud.Alba); zestrea murală a fost reînoită în 1997 de un localnic, Tănase Bârna.
Înaintașa acestui edificiu a fost o biserică de lemn din prima jumătate a secolului al XVIII-lea. Aceasta a dispărut în timpul Revoluției de la 1848-1849, fundația de piatră fiindu-i dezvelită în 2005, în cursul unor săpături arheologice efectuate de cercetătorii deveni Eugen Pescaru și Ioachim Lazăr. Locul fostului altar este marcat printr-o troiță „rădicată întru slava Schimberii la Fatzia a lui Hristos în 6 august 1869”.  Recensămintele ecleziastice ale anilor 1733, 1750, 1761-1762 , 1805 și 1829-1831, precum și harta iosefină a transilvaniei(1769-1773) o menționează ca atare. O altă înaintașă, medievală, este atestată, indirect, în urbariul cetății Șiria din anul 1525, prin preotul Mihail („Mihal pap”) care slujea în ea la acea dată .
Biserica adăpostește o valoroasă colecție de icoane pe lemn (sec.XVIII-XIX).

## Imagini din exterior

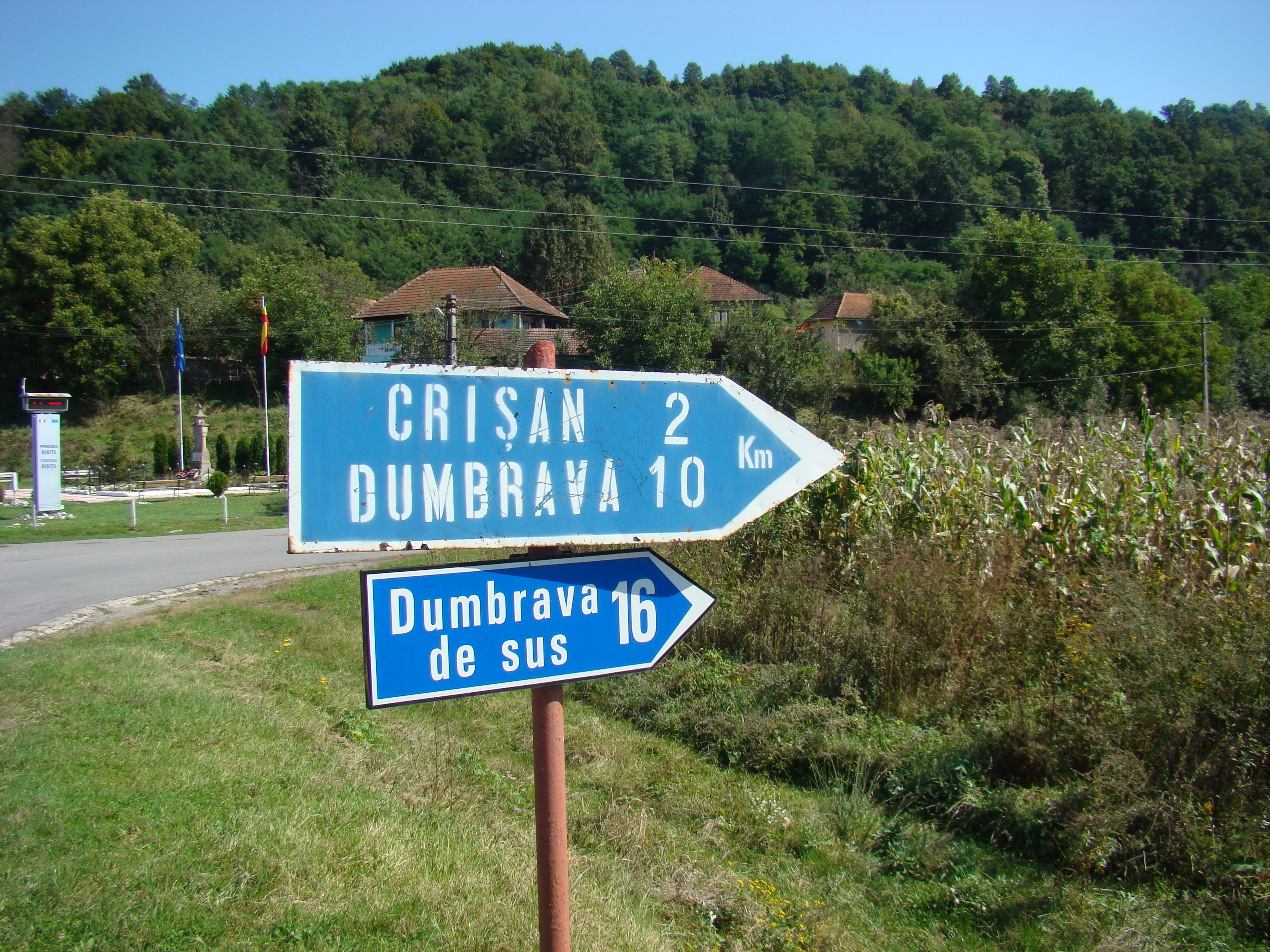
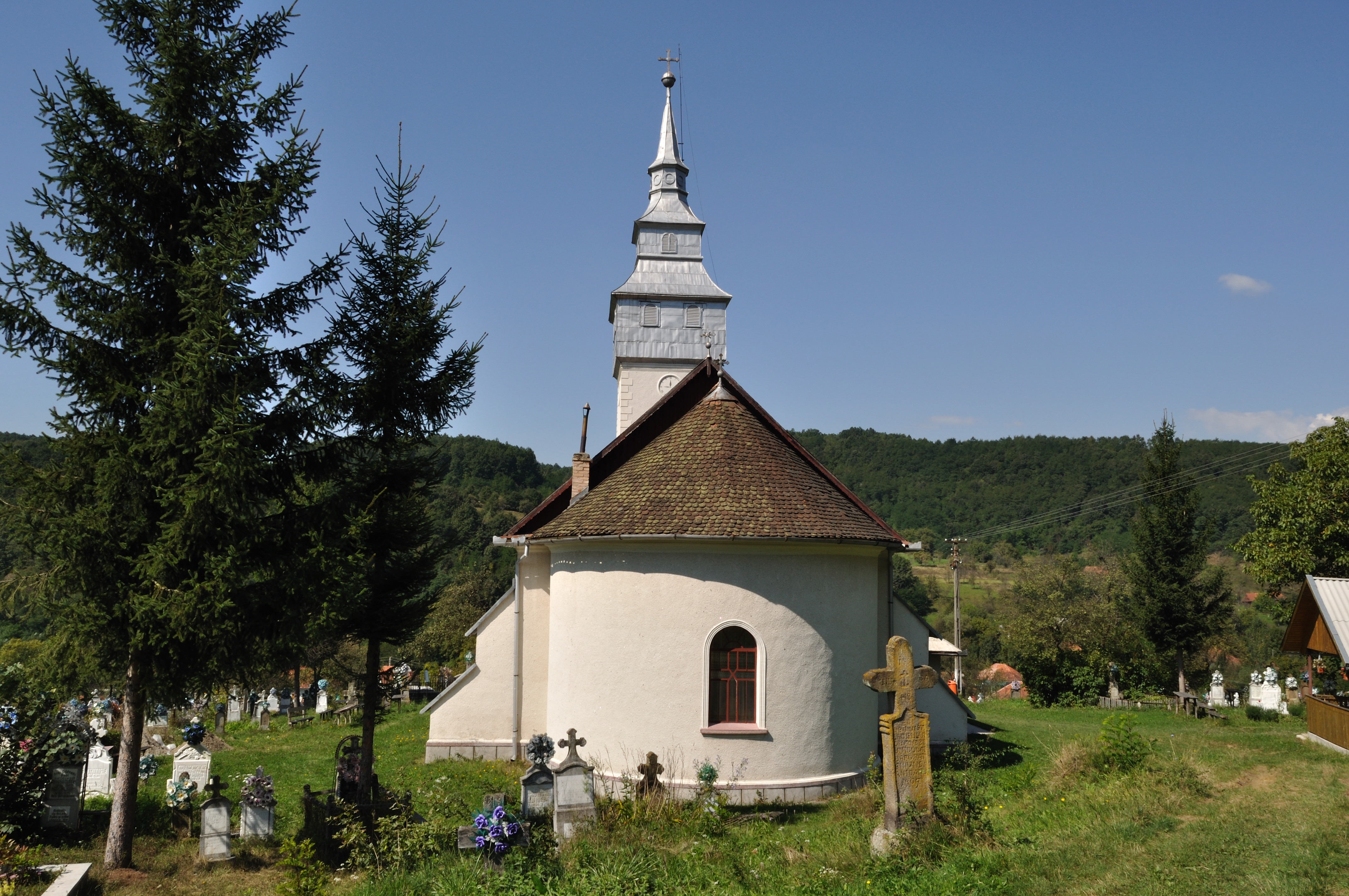
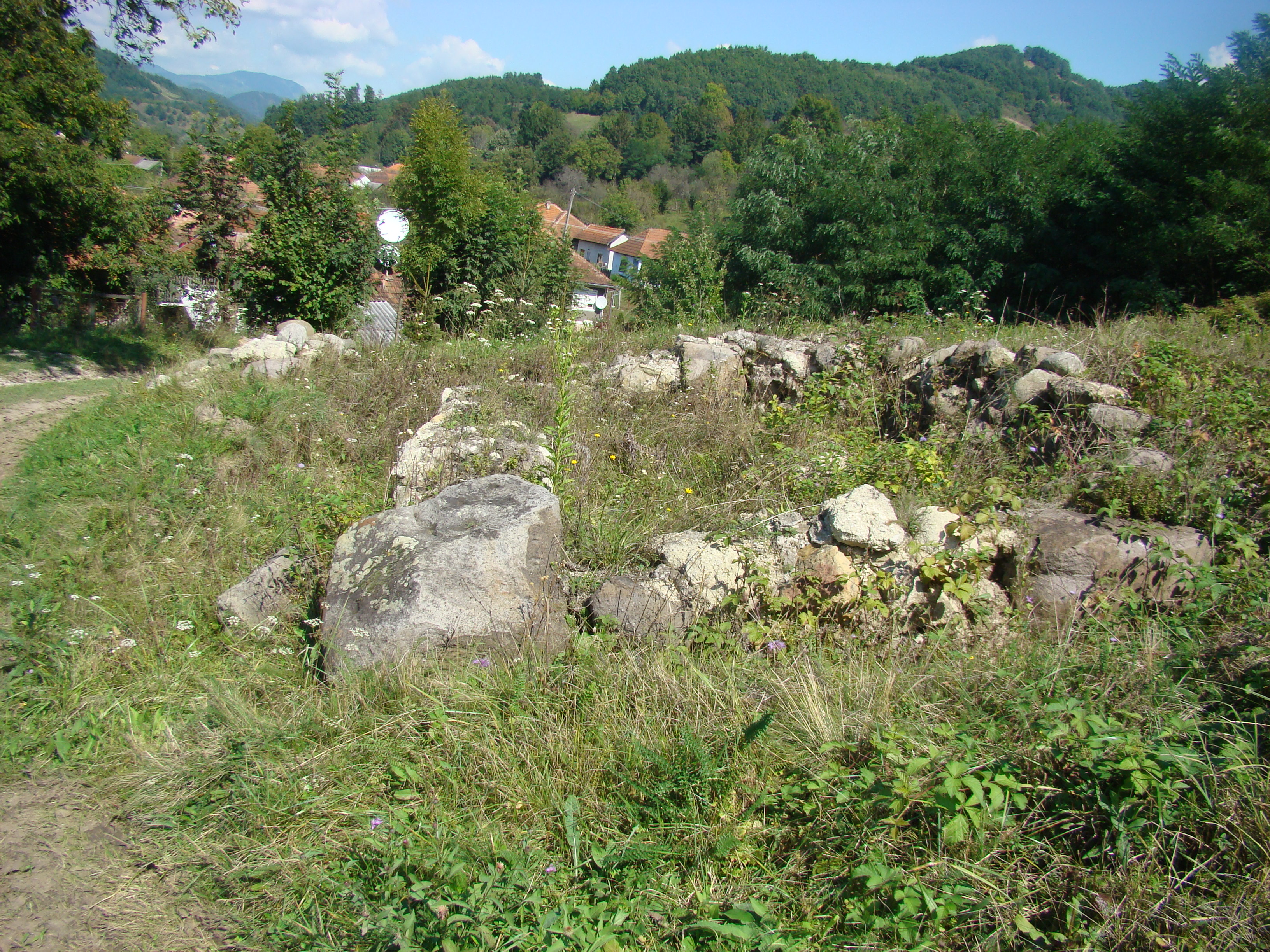
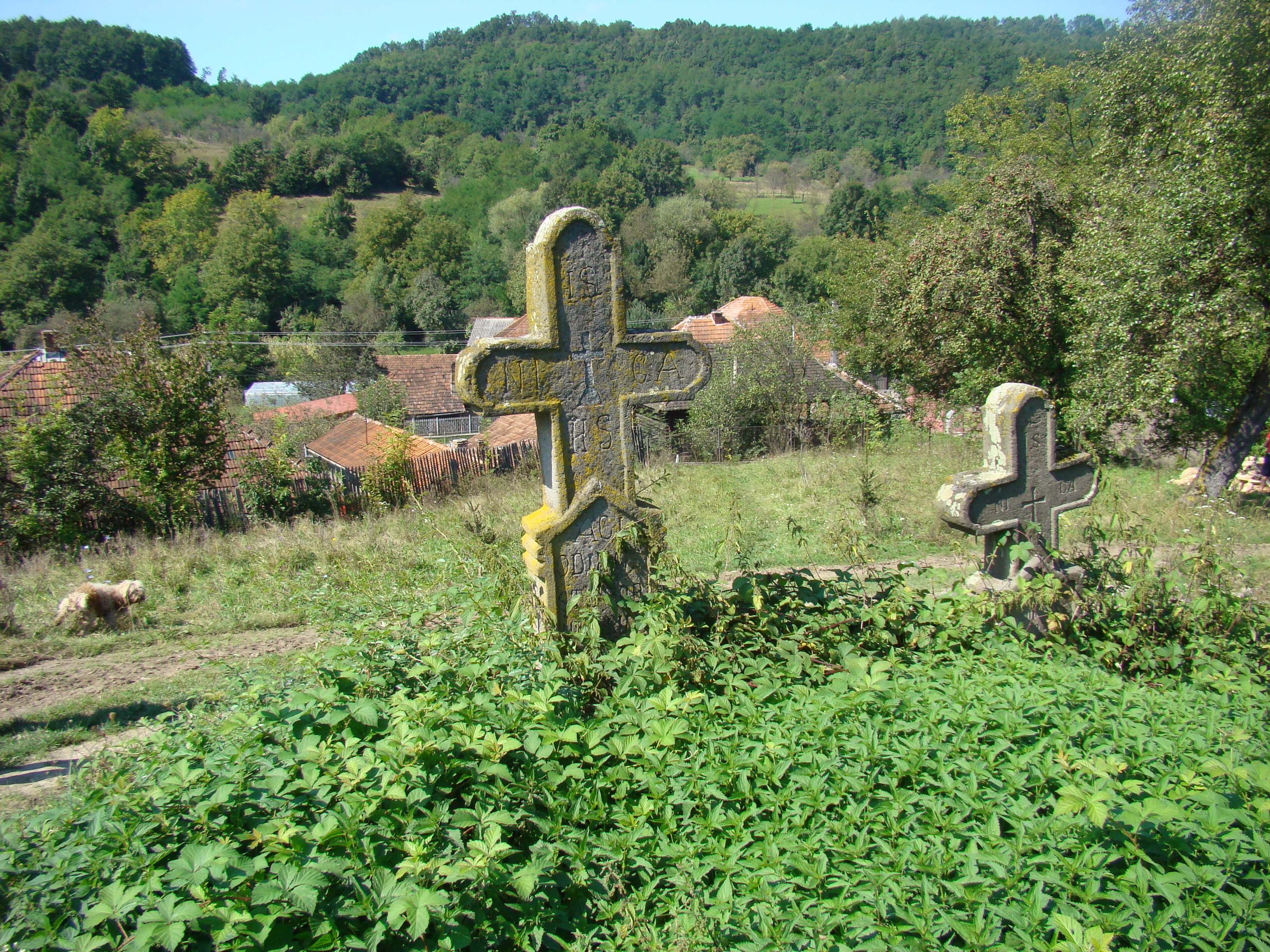
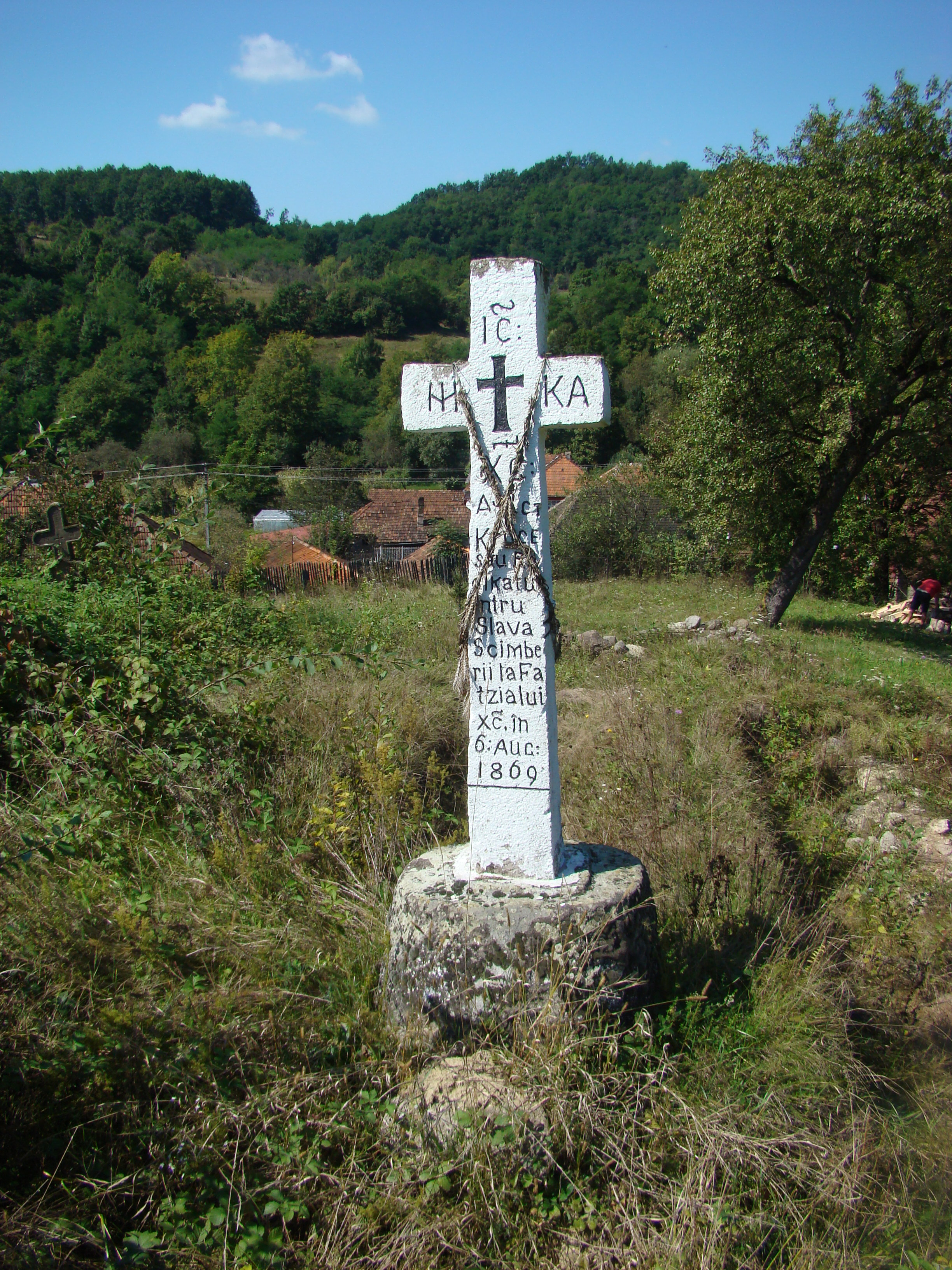

## Imagini din interior

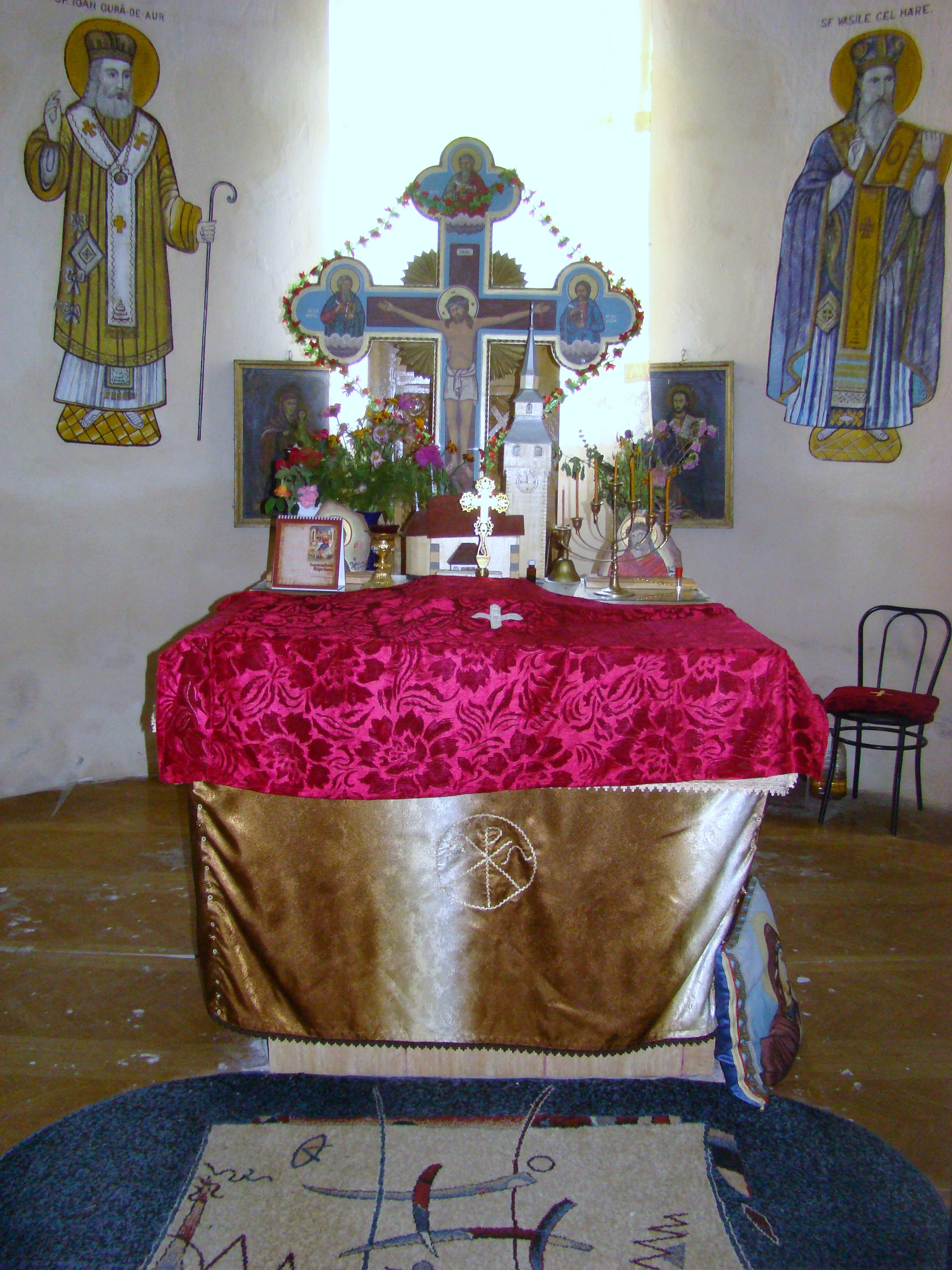
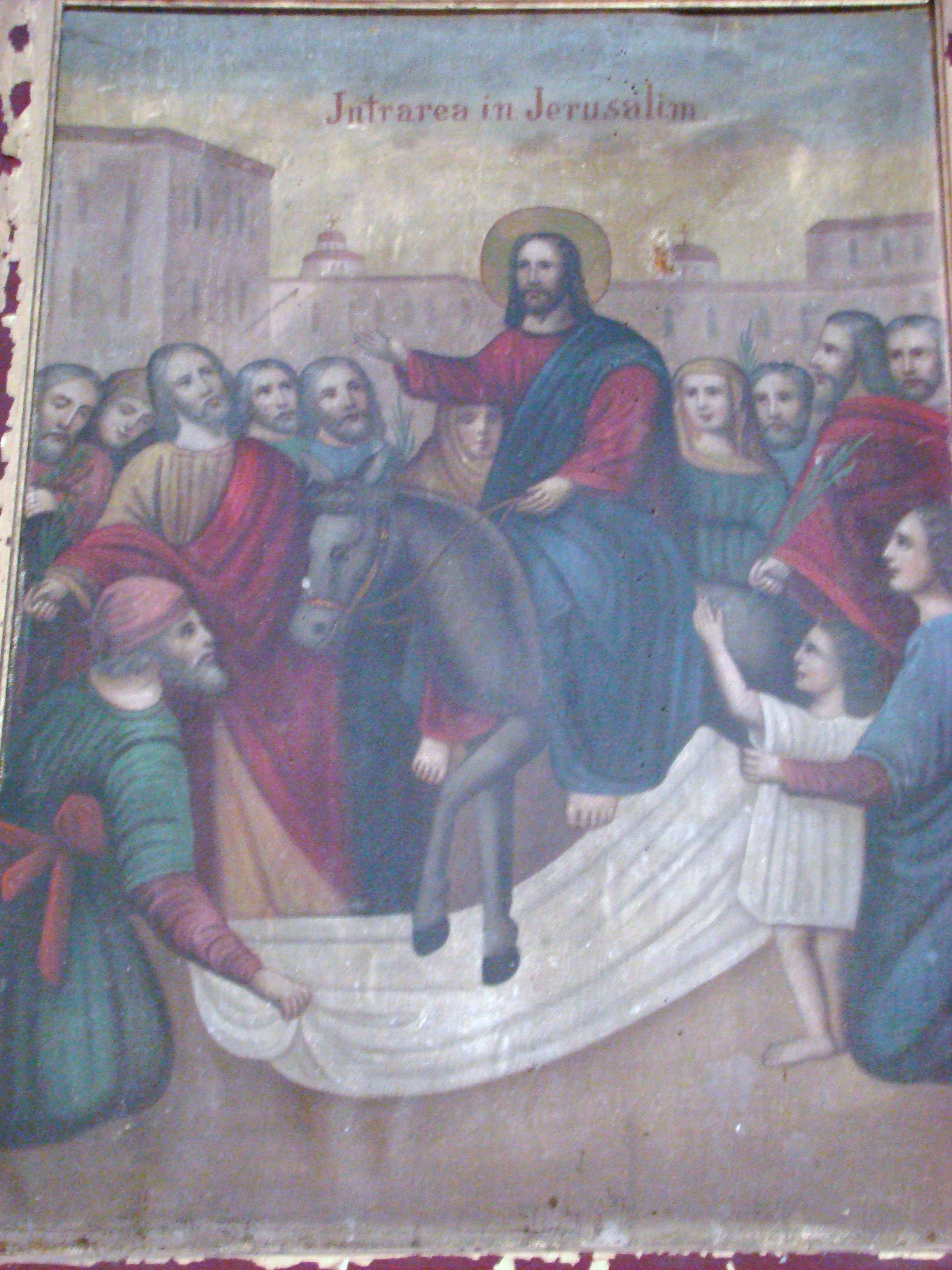
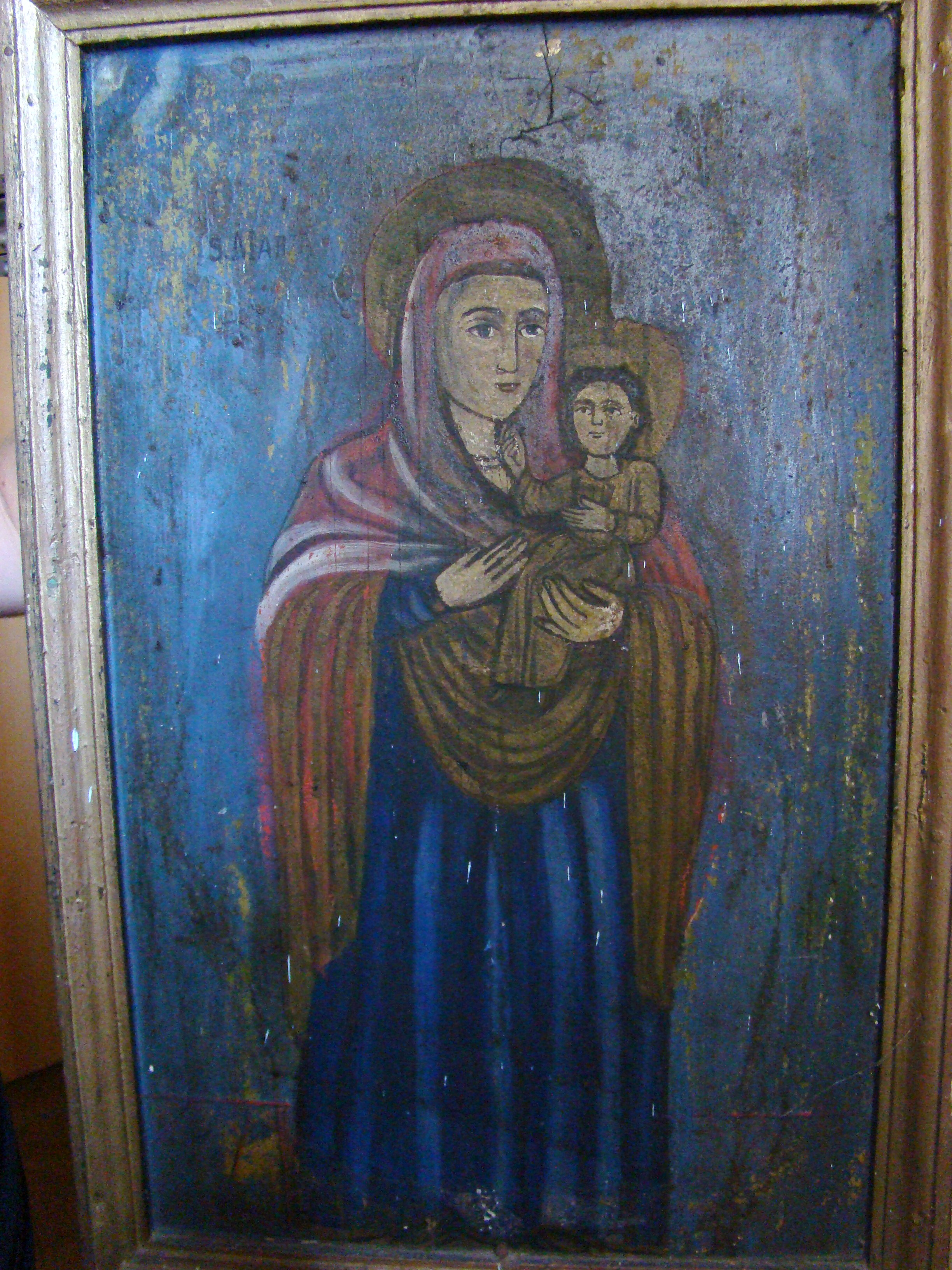
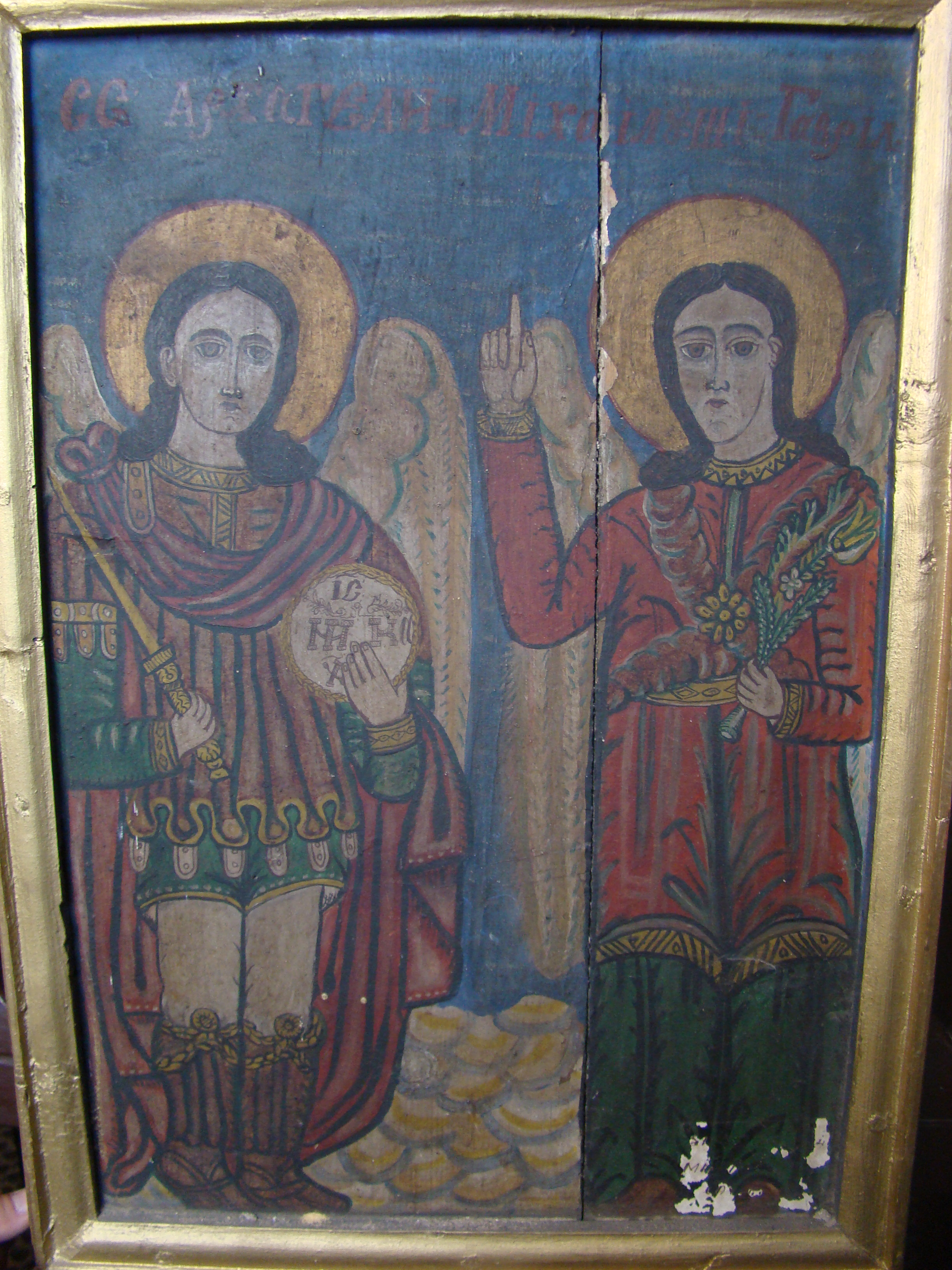
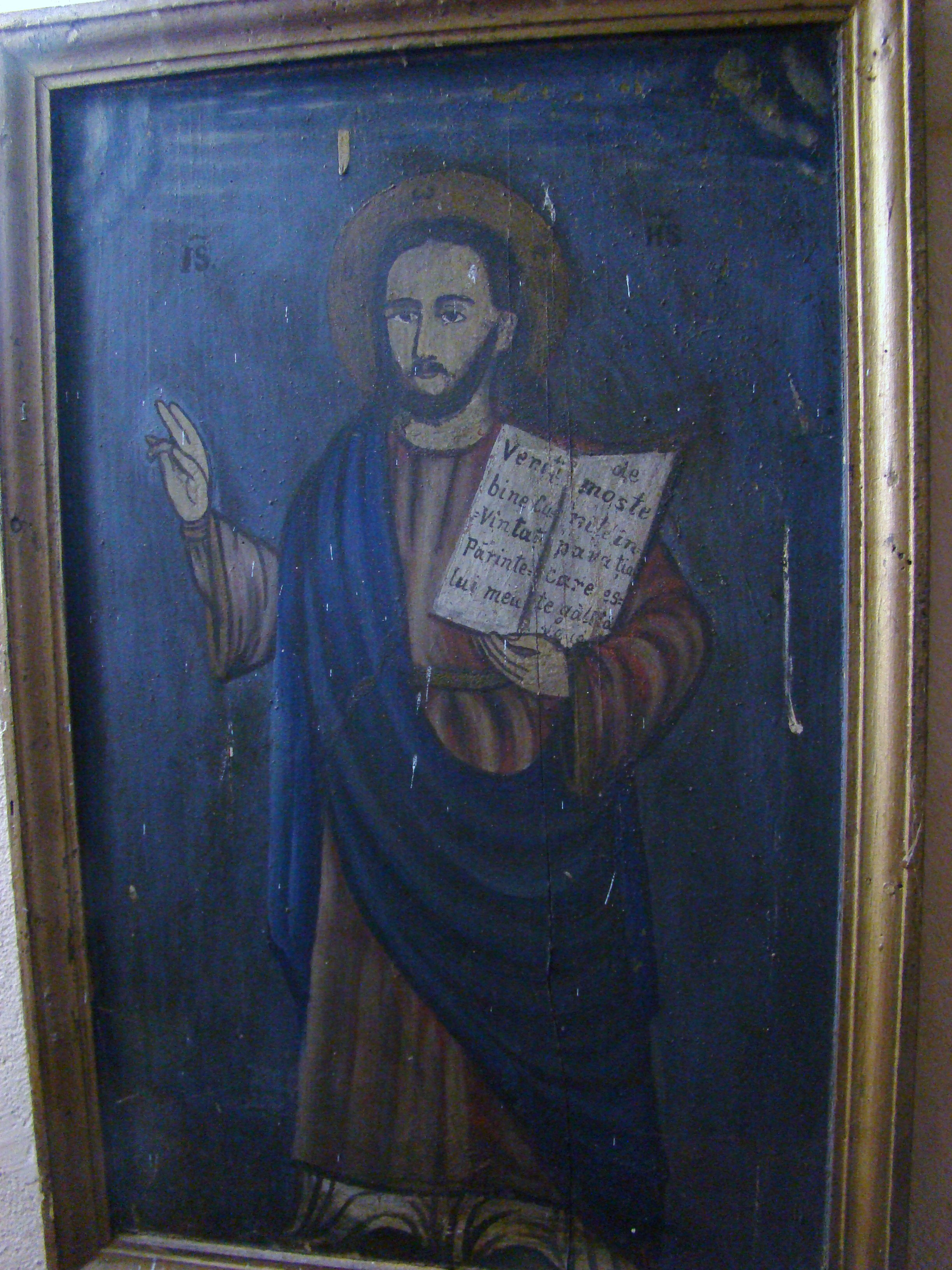
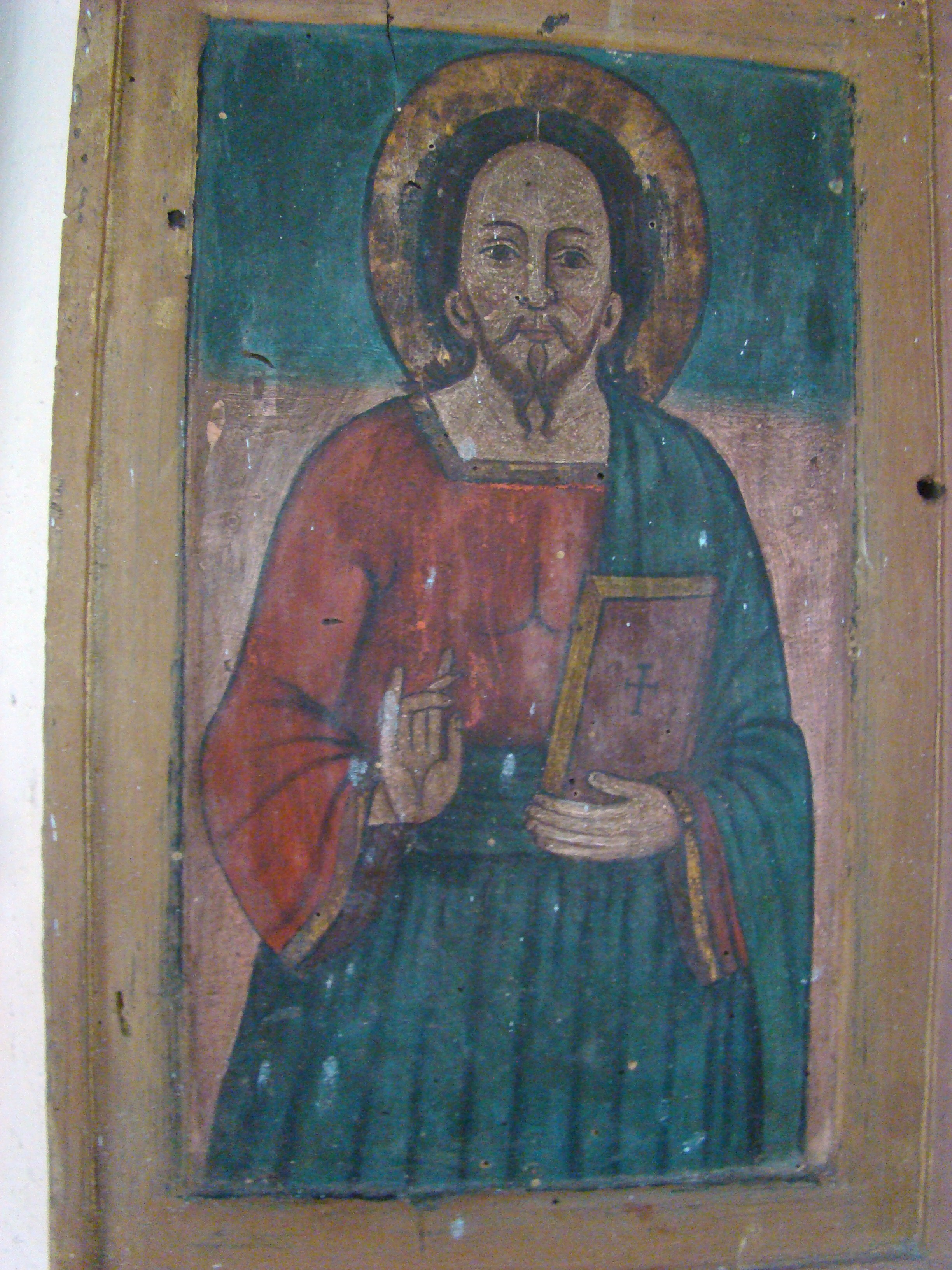
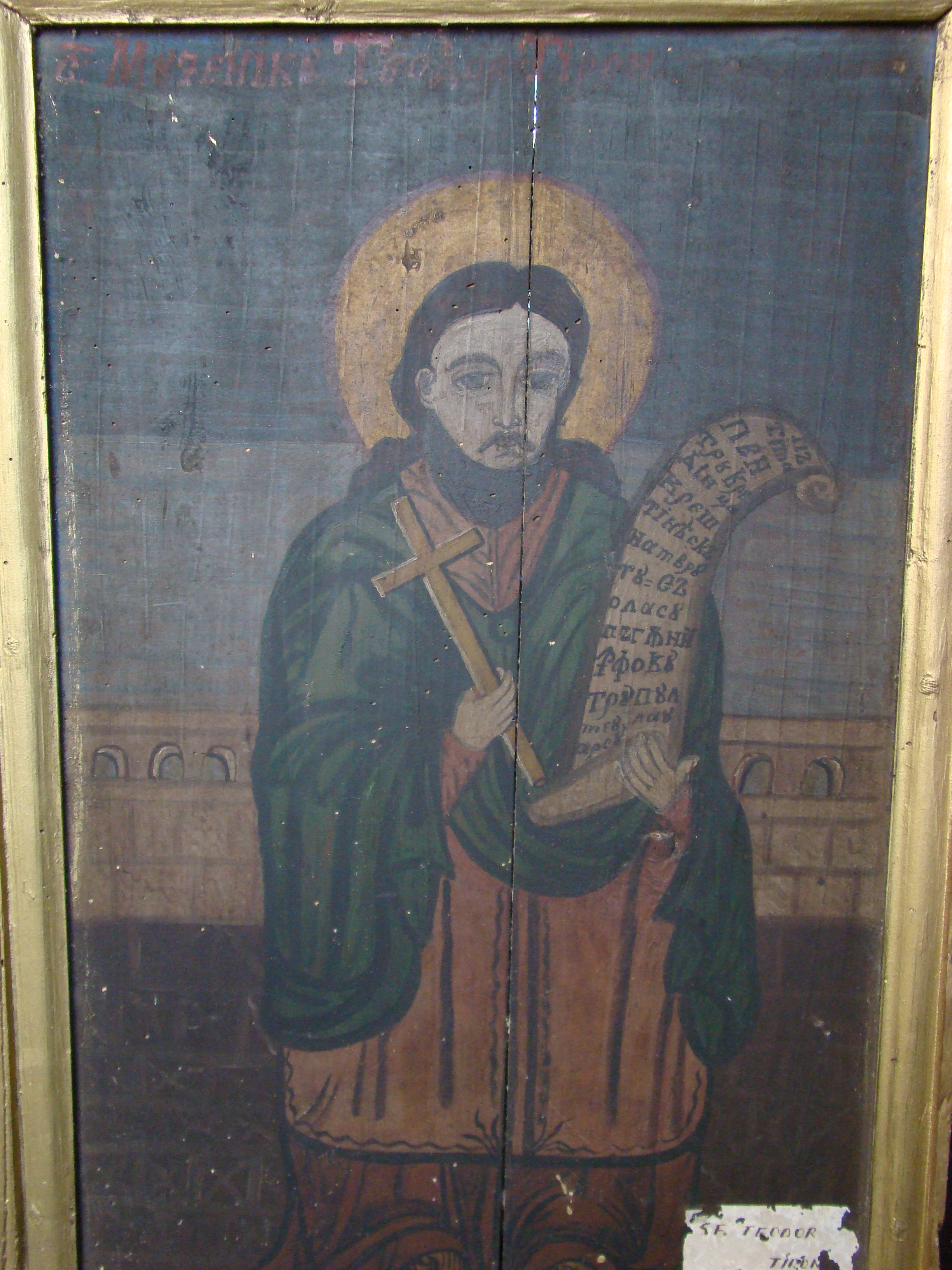
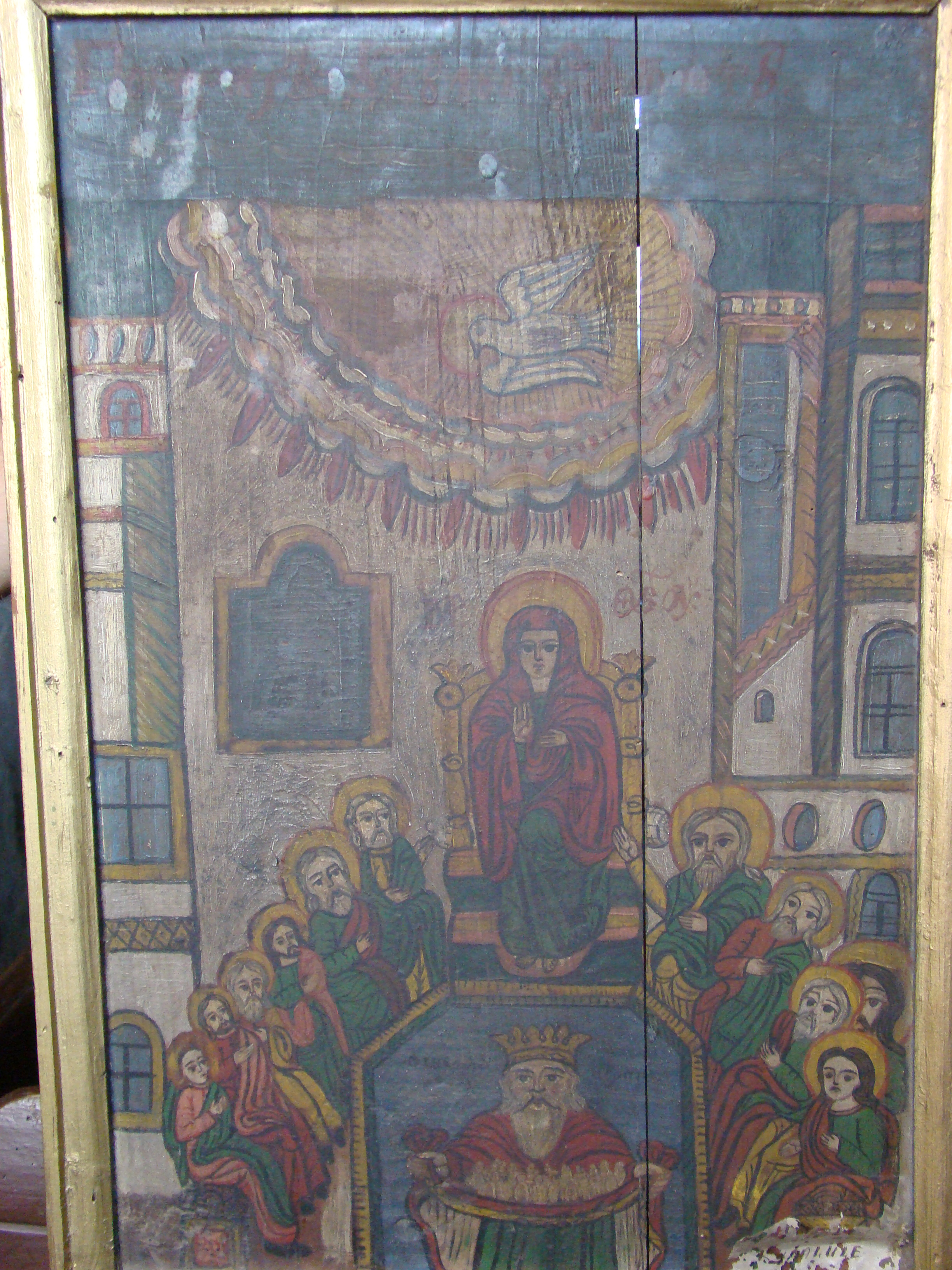
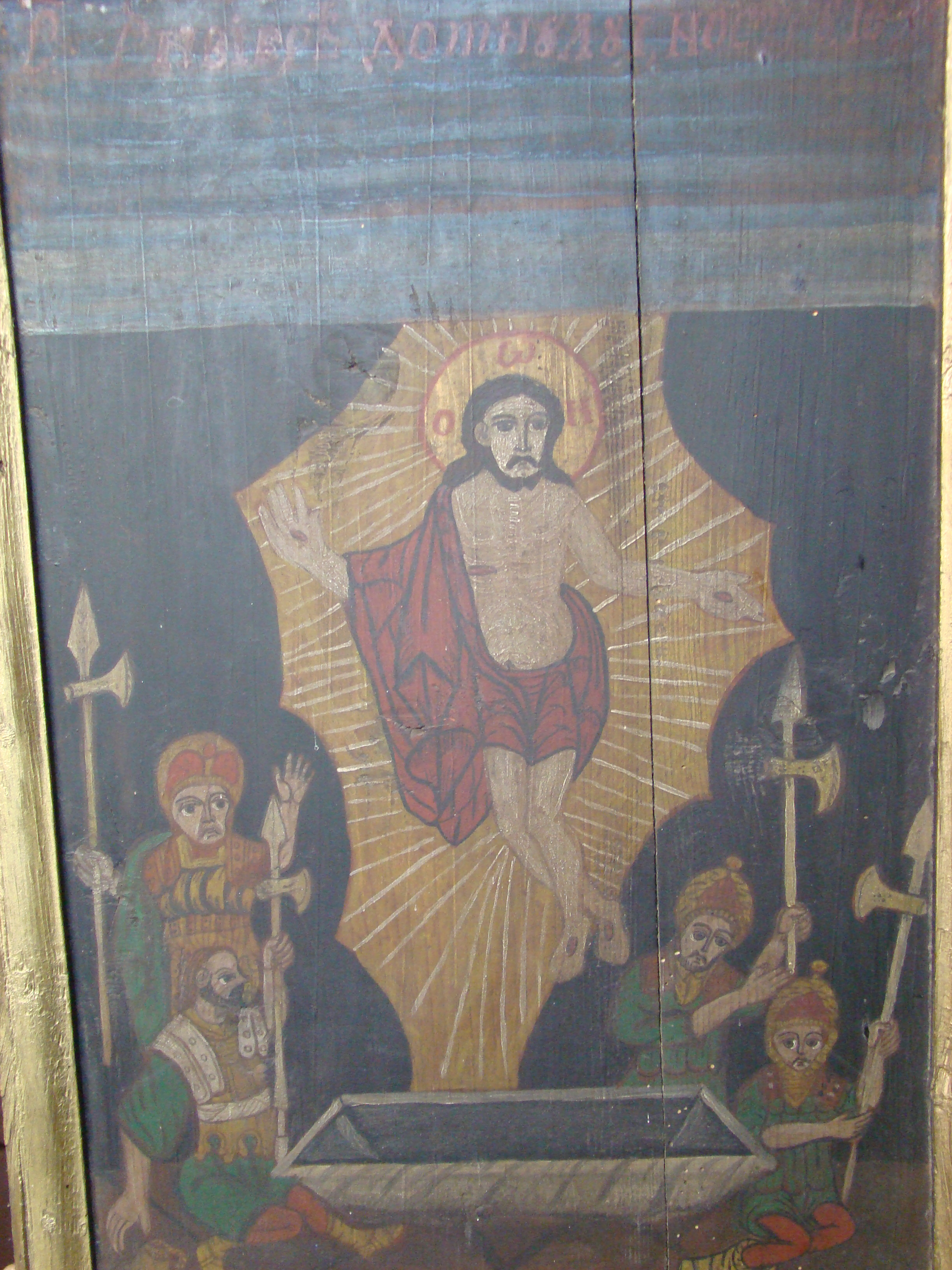
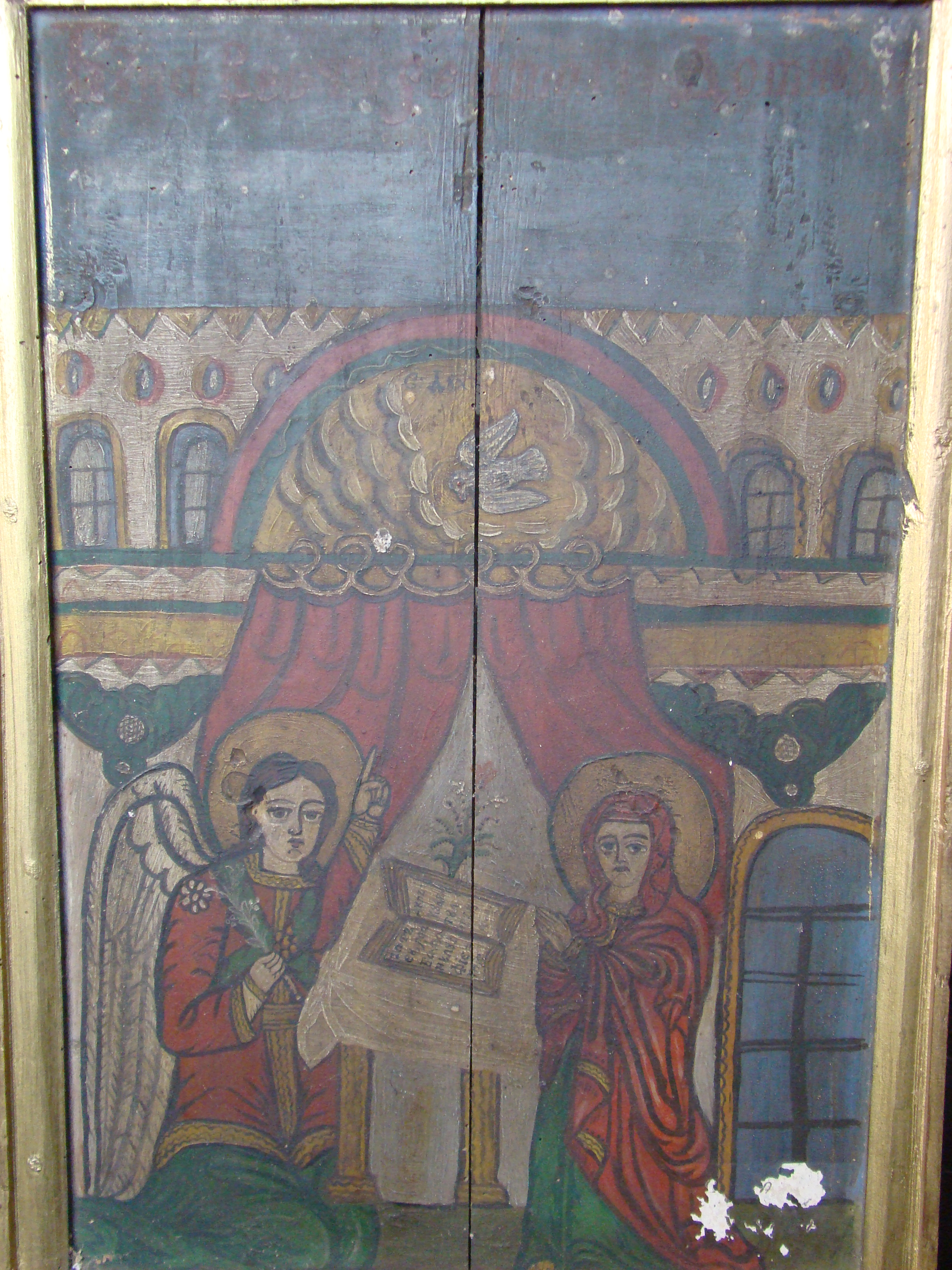
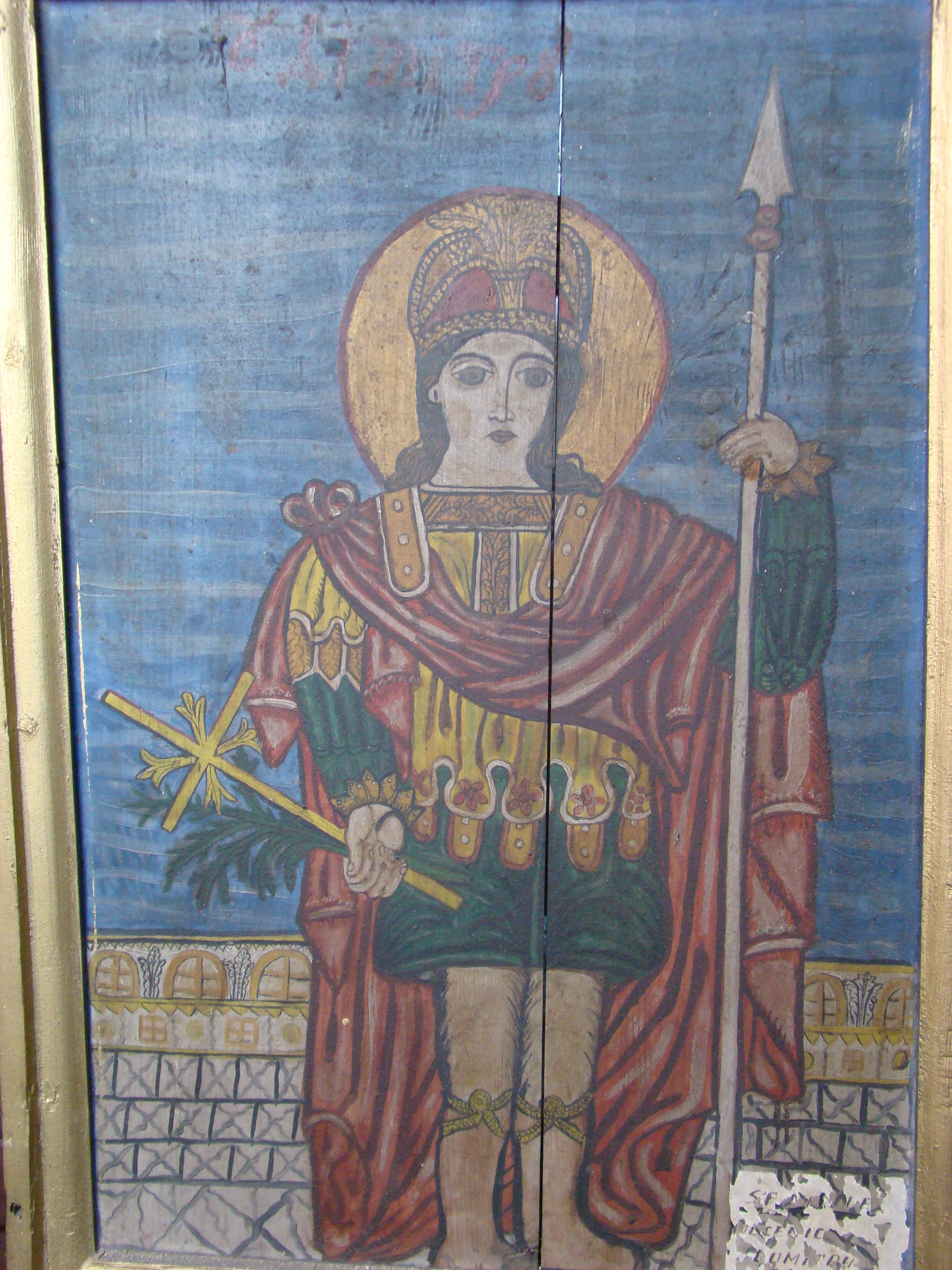
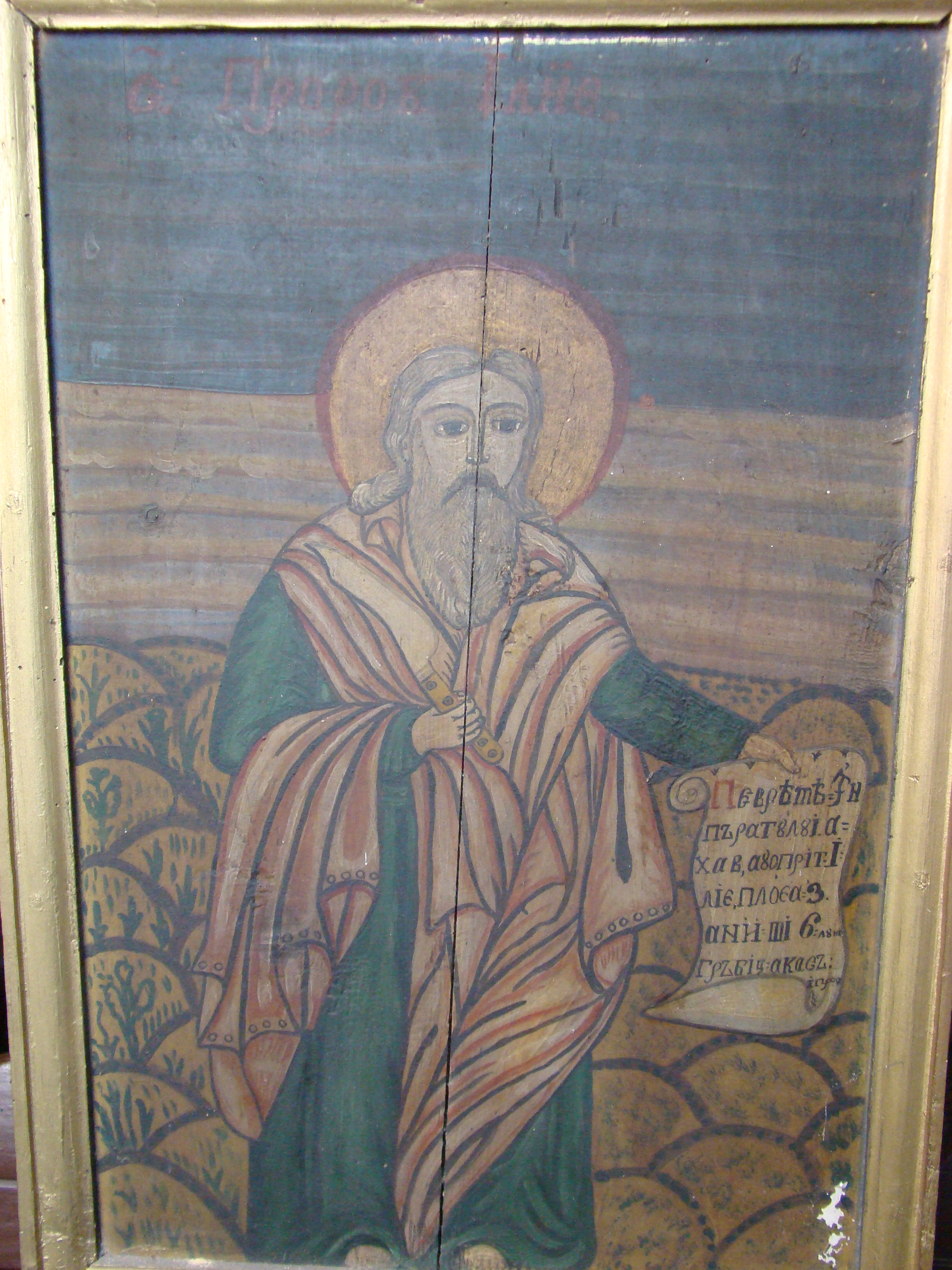
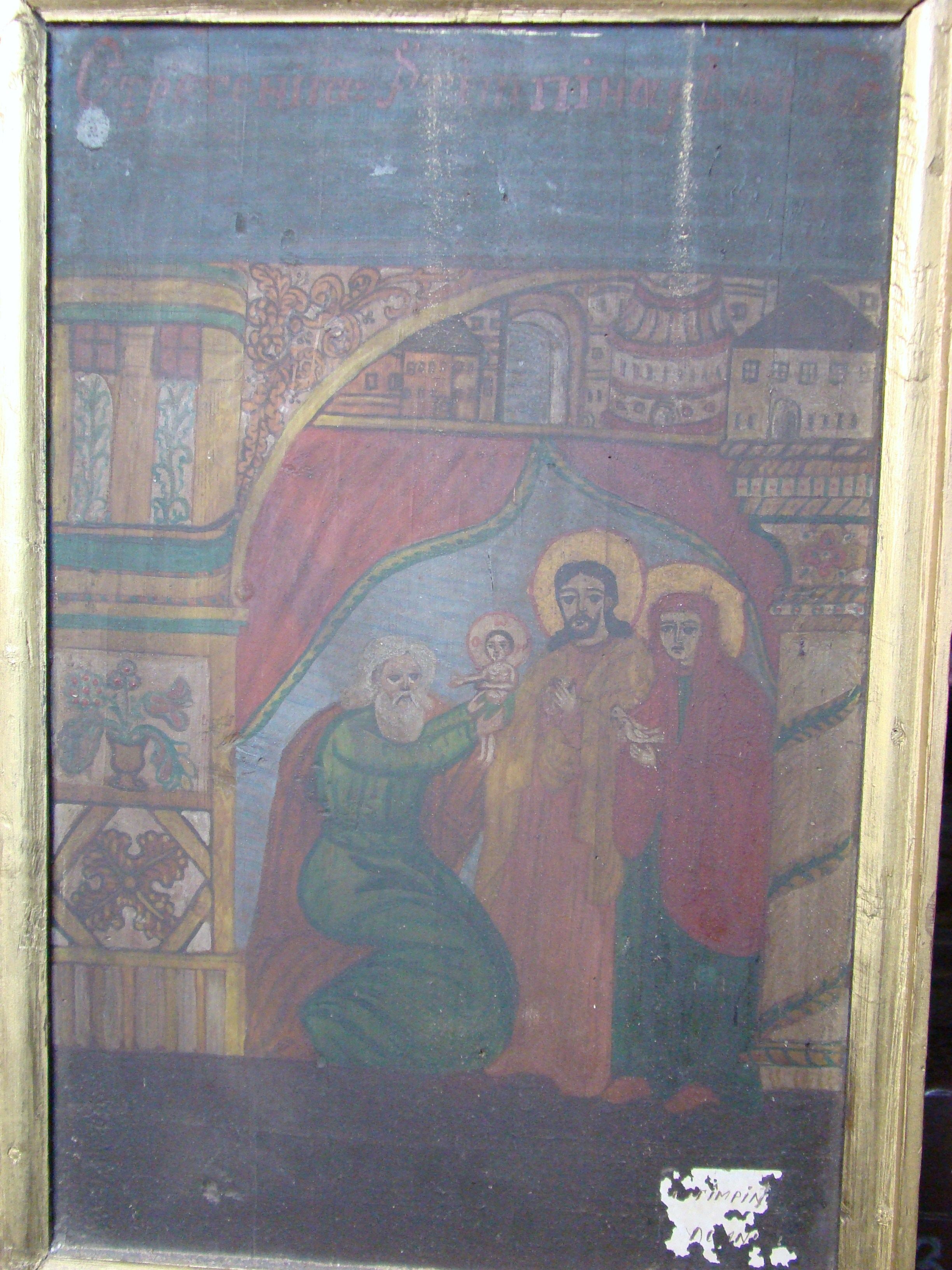
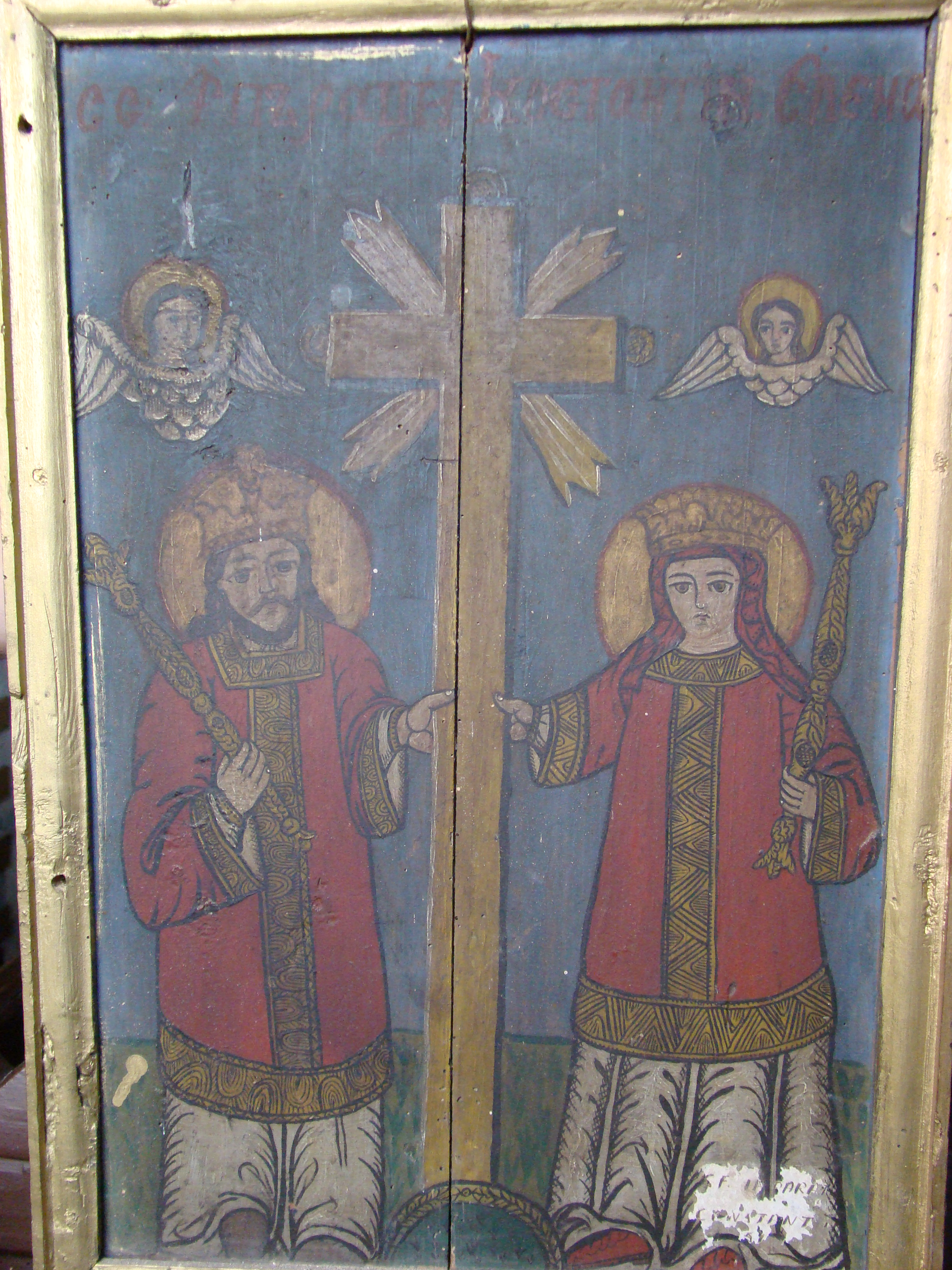
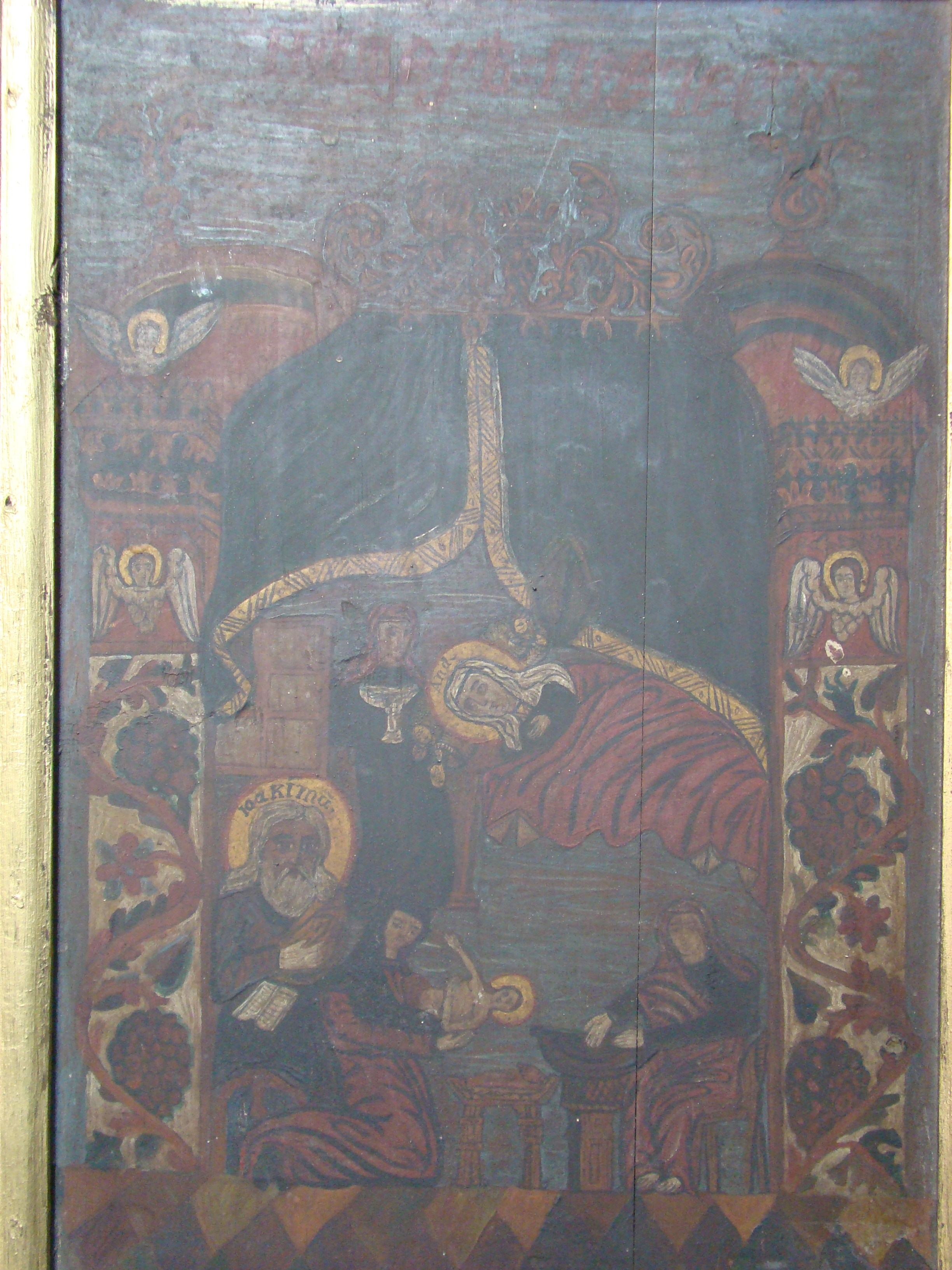
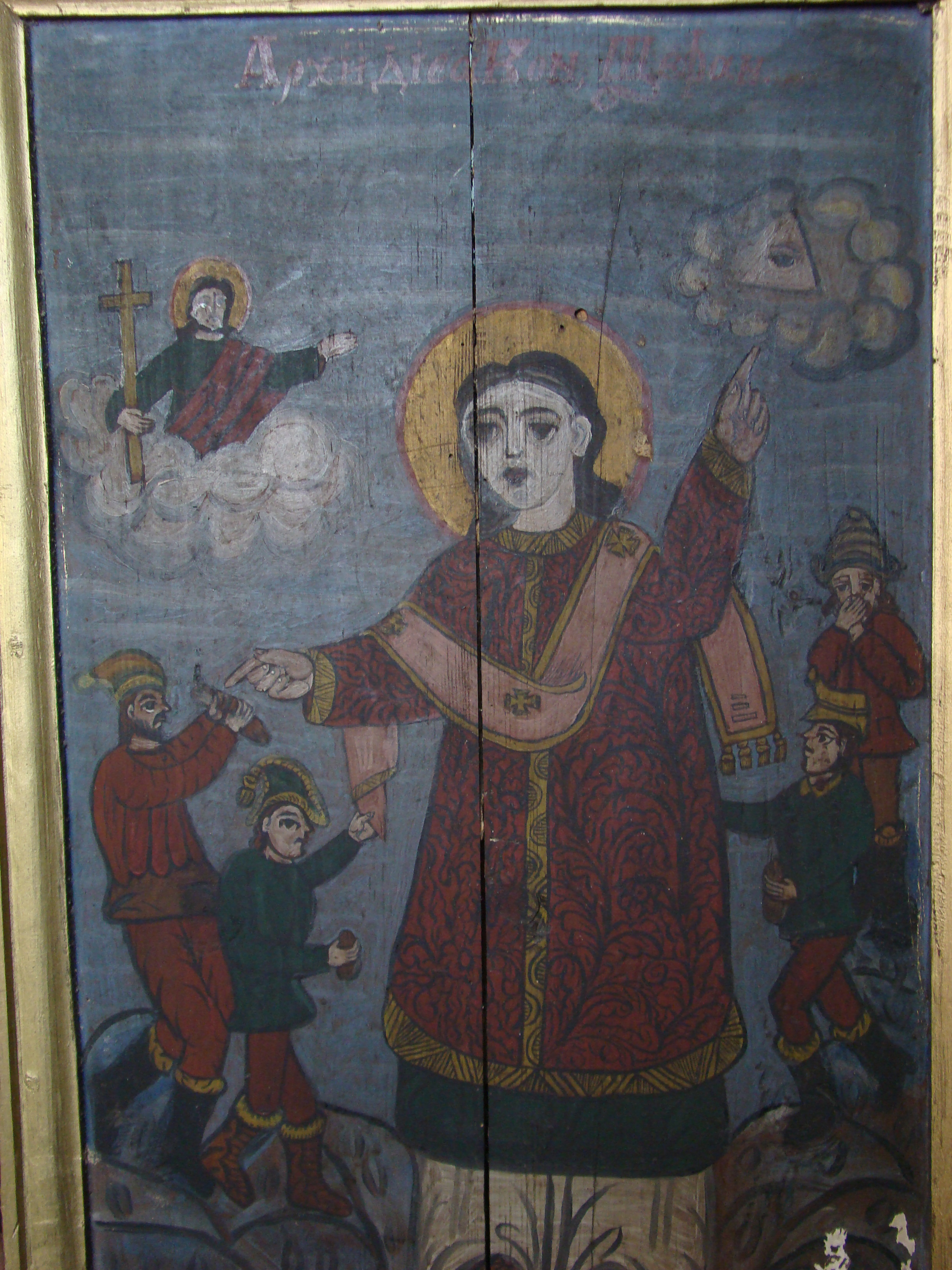
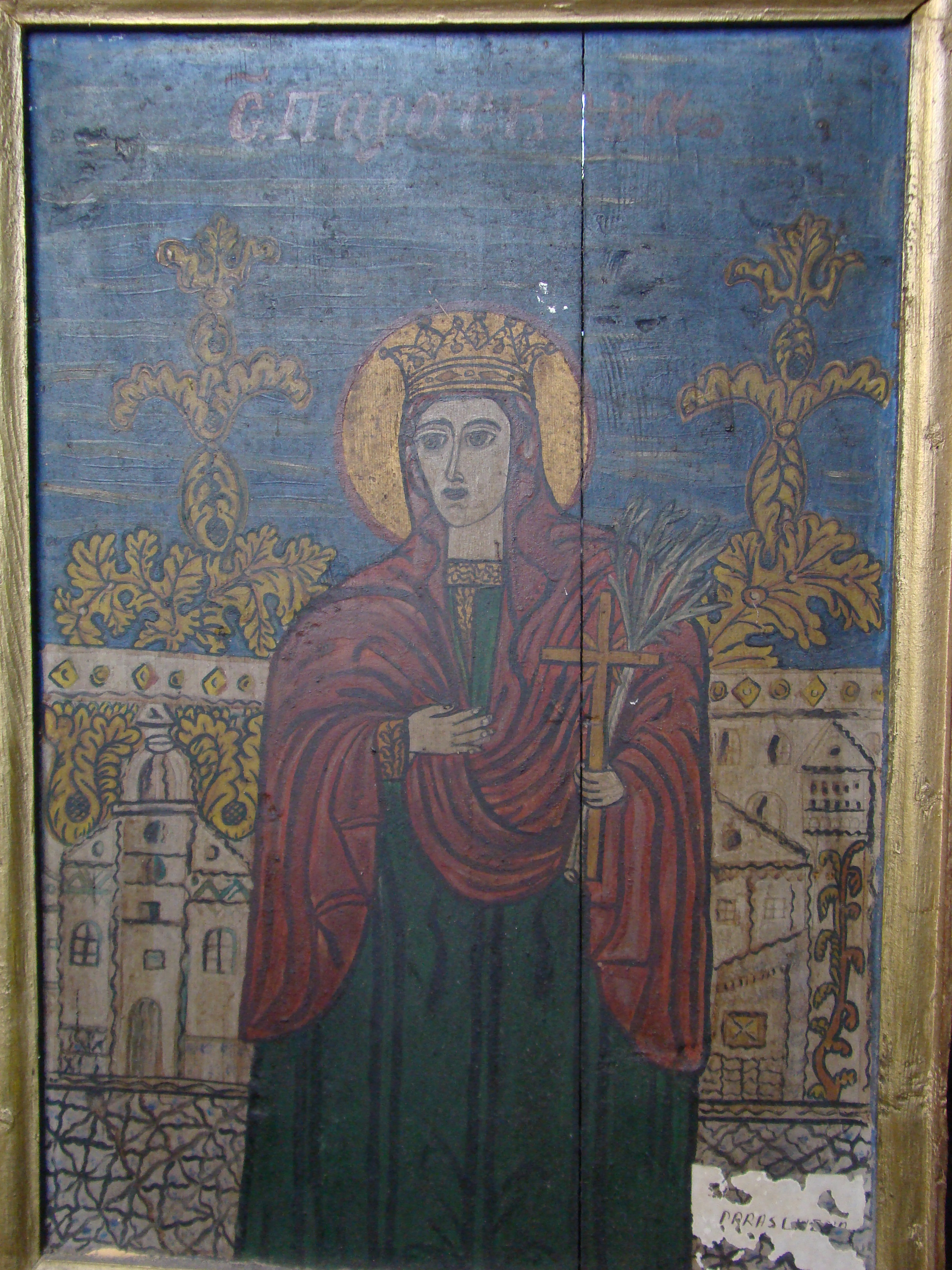
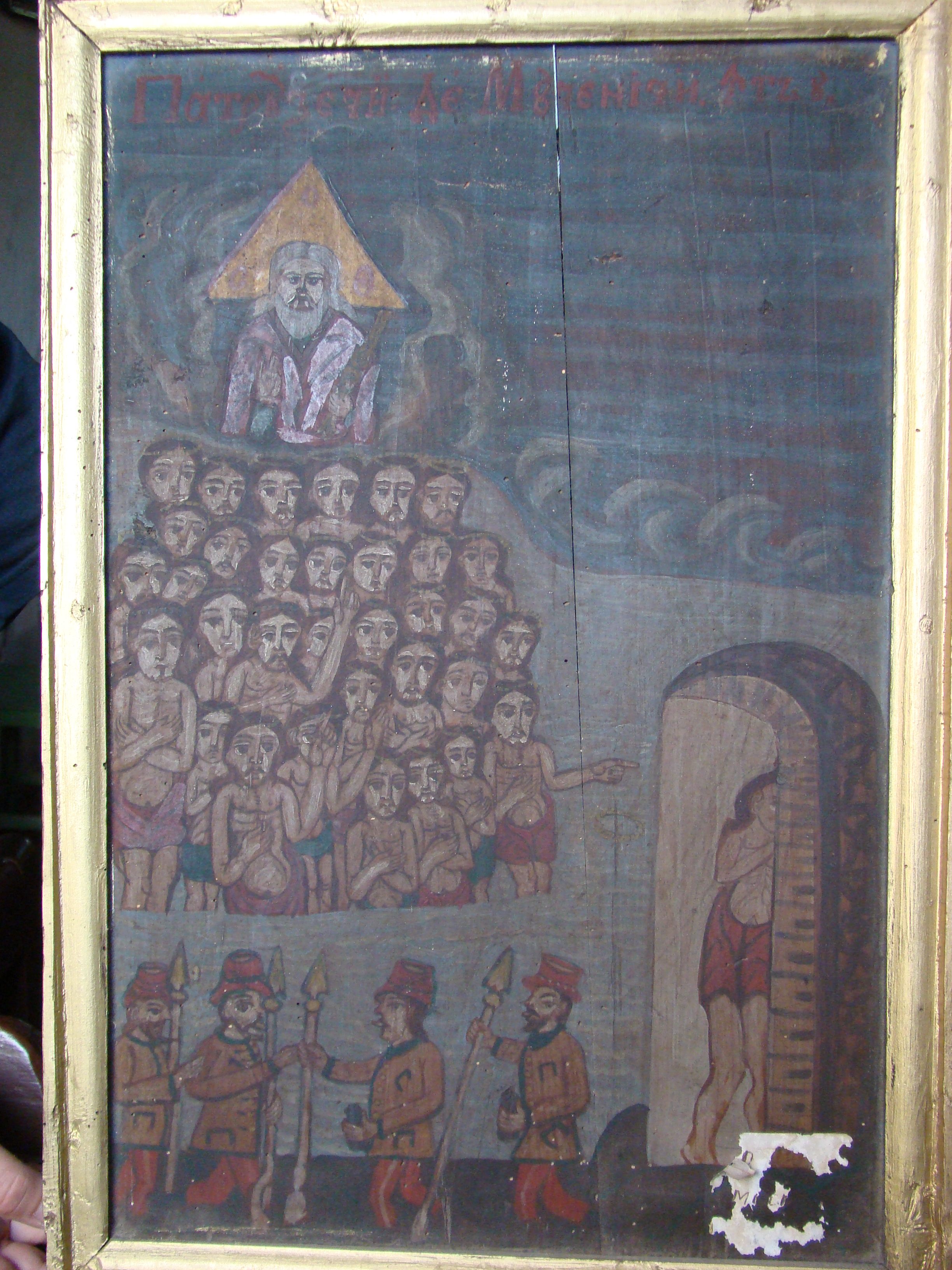
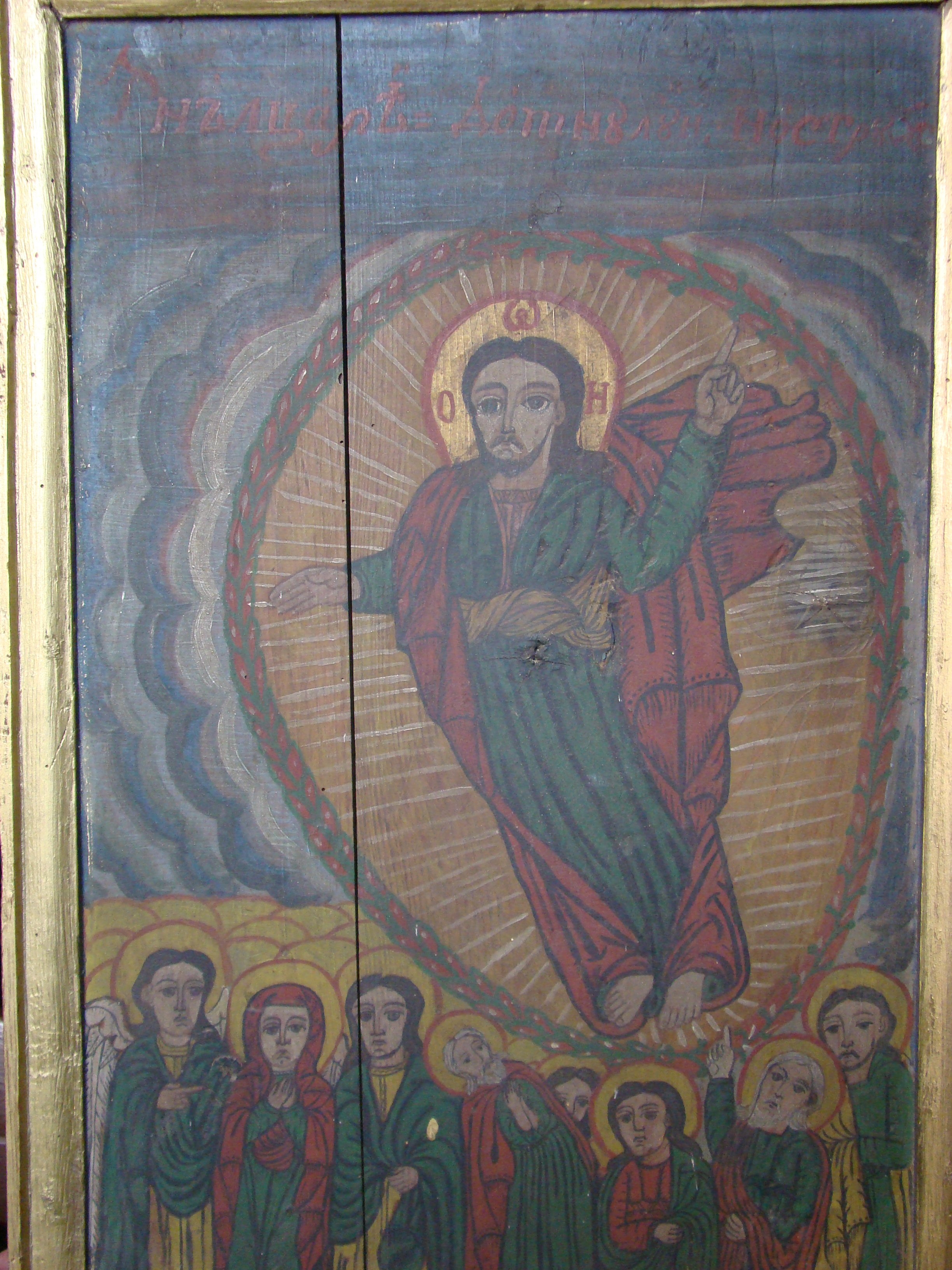
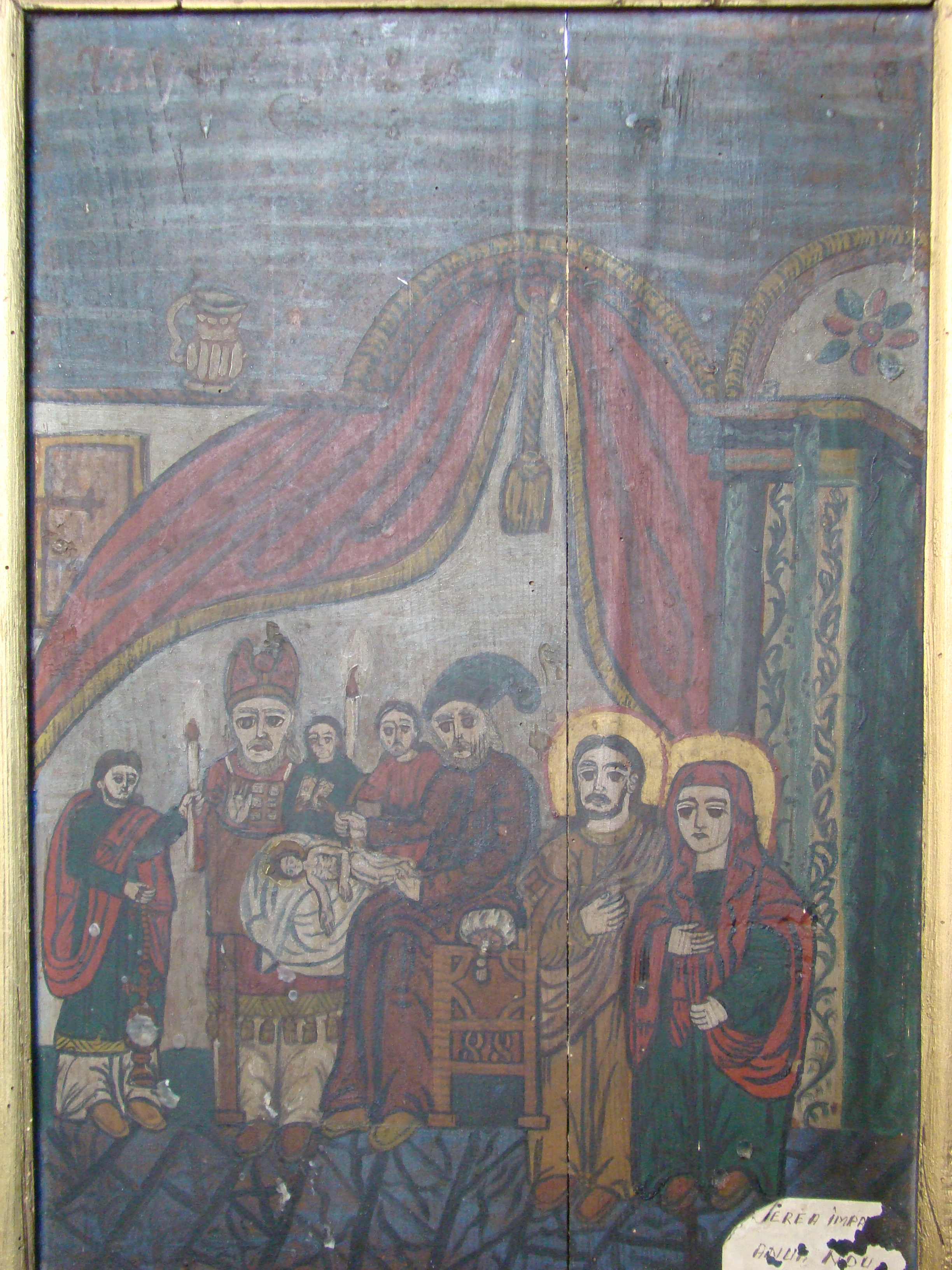
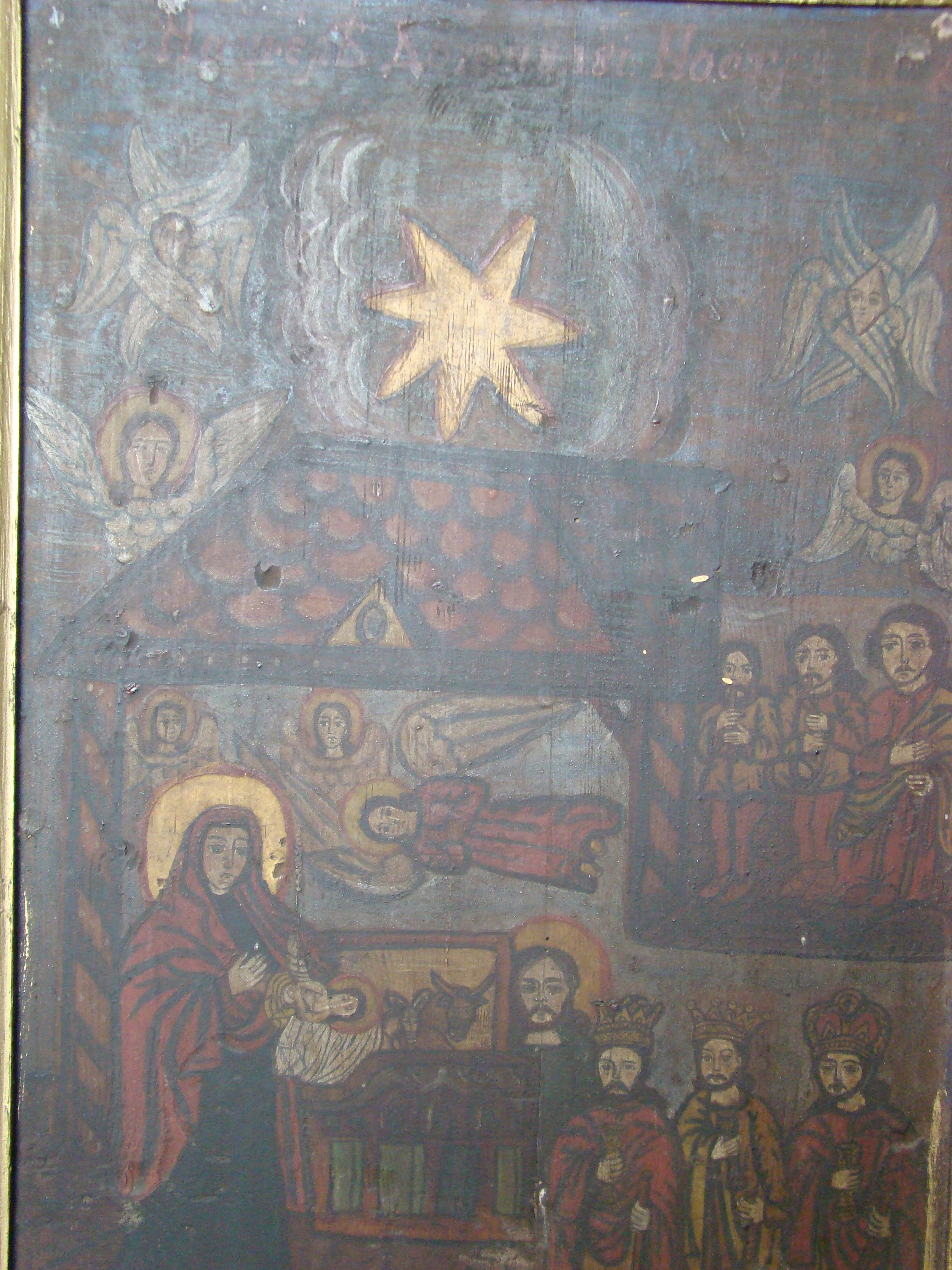
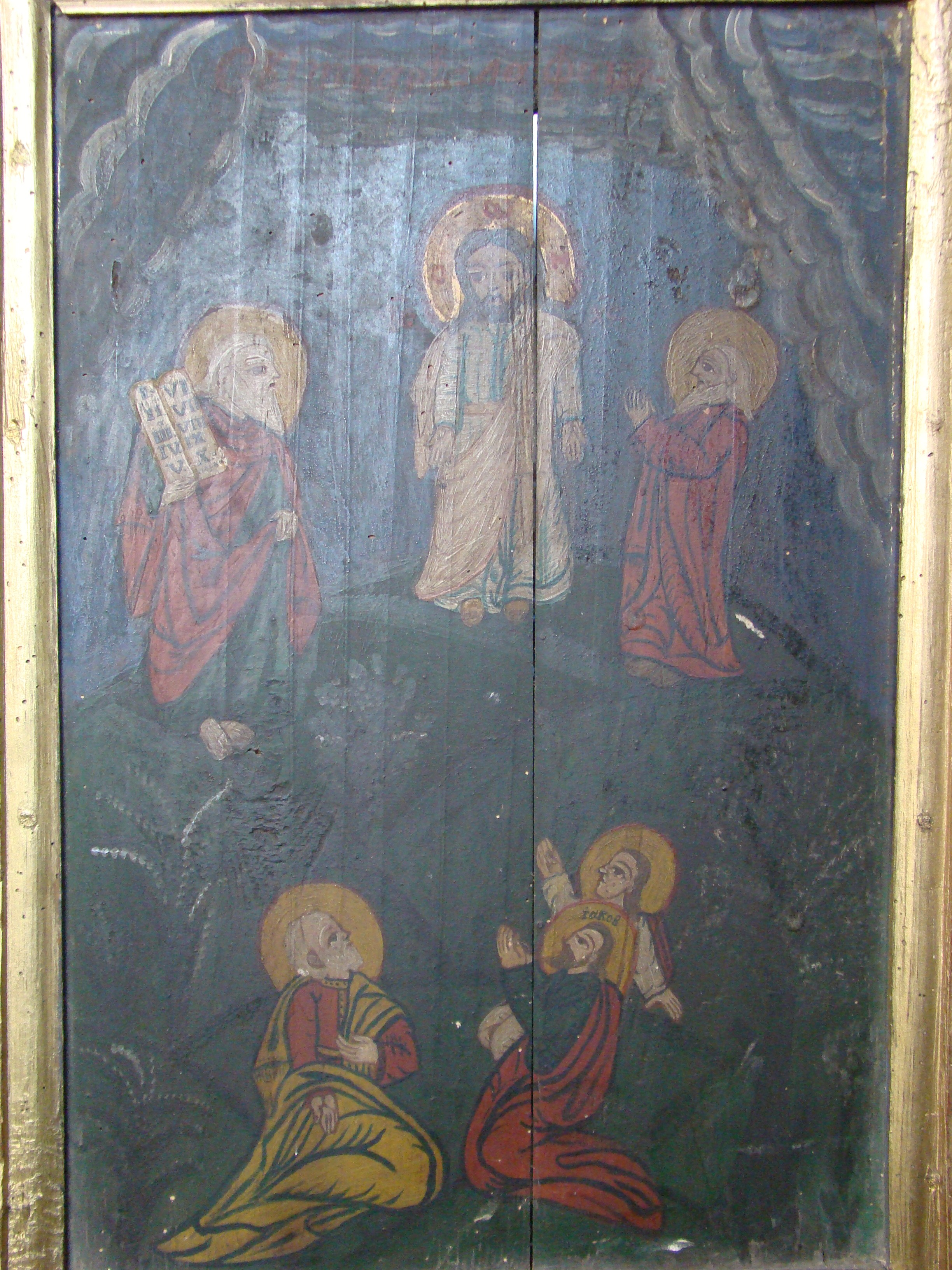
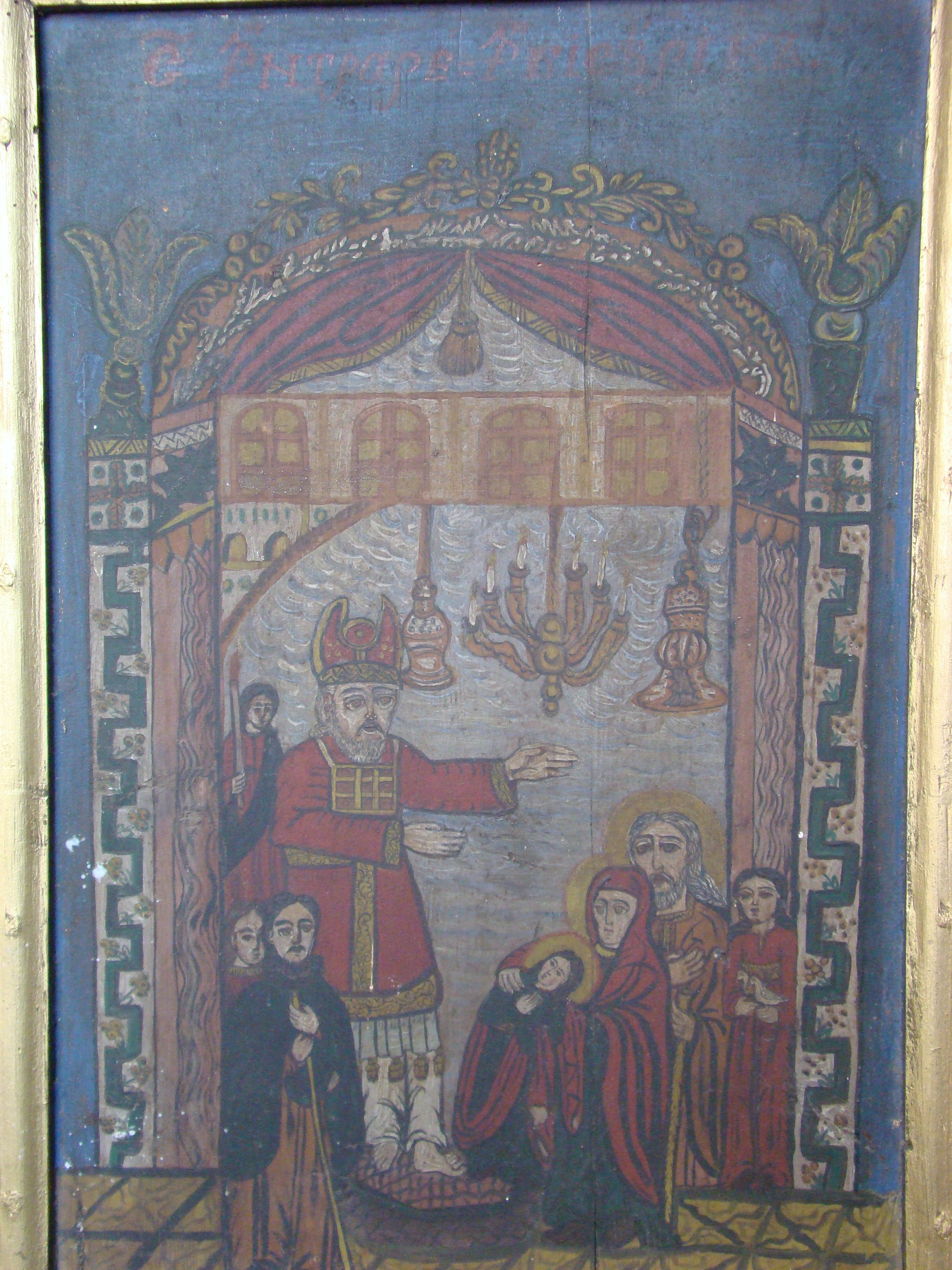
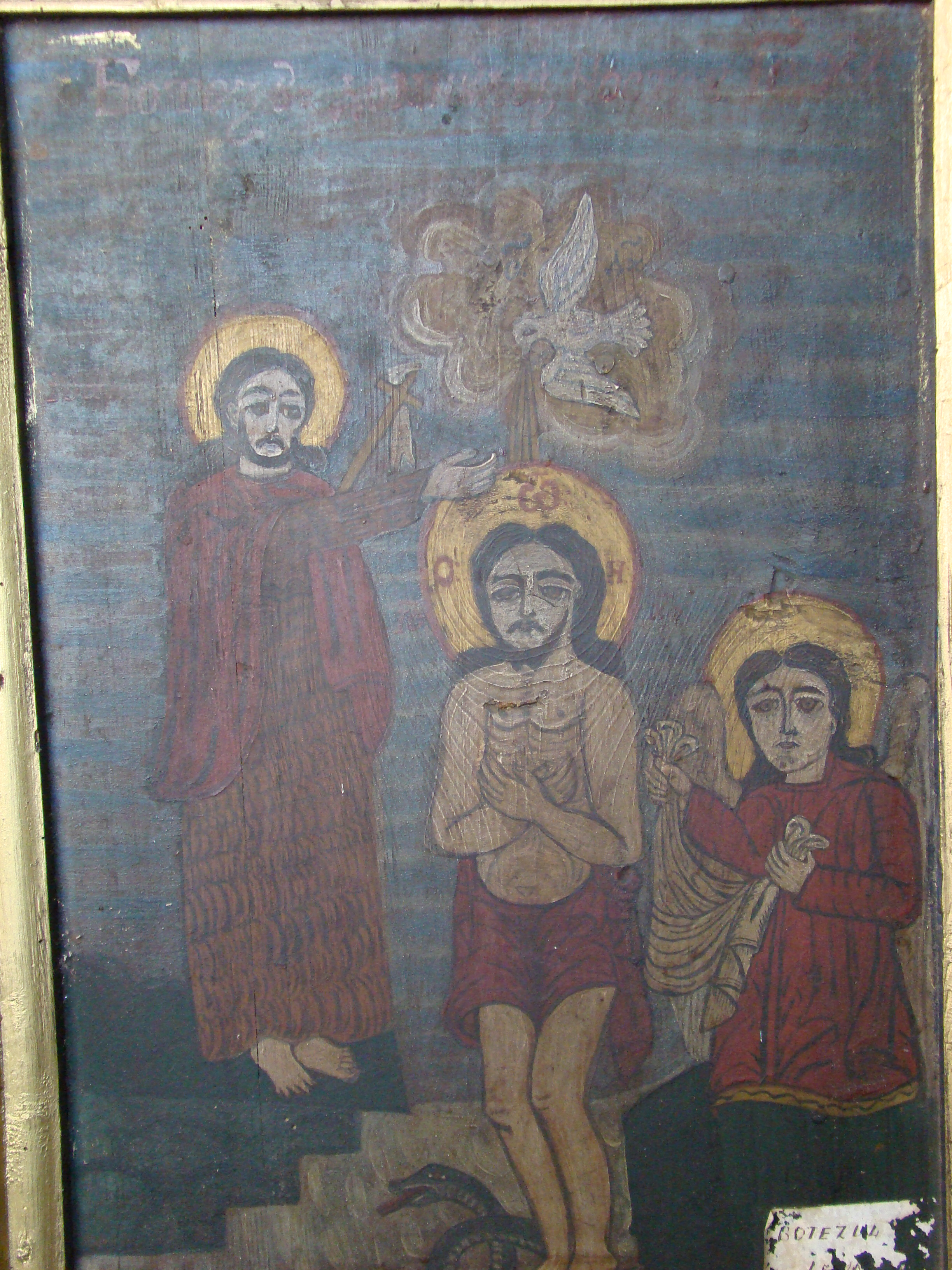
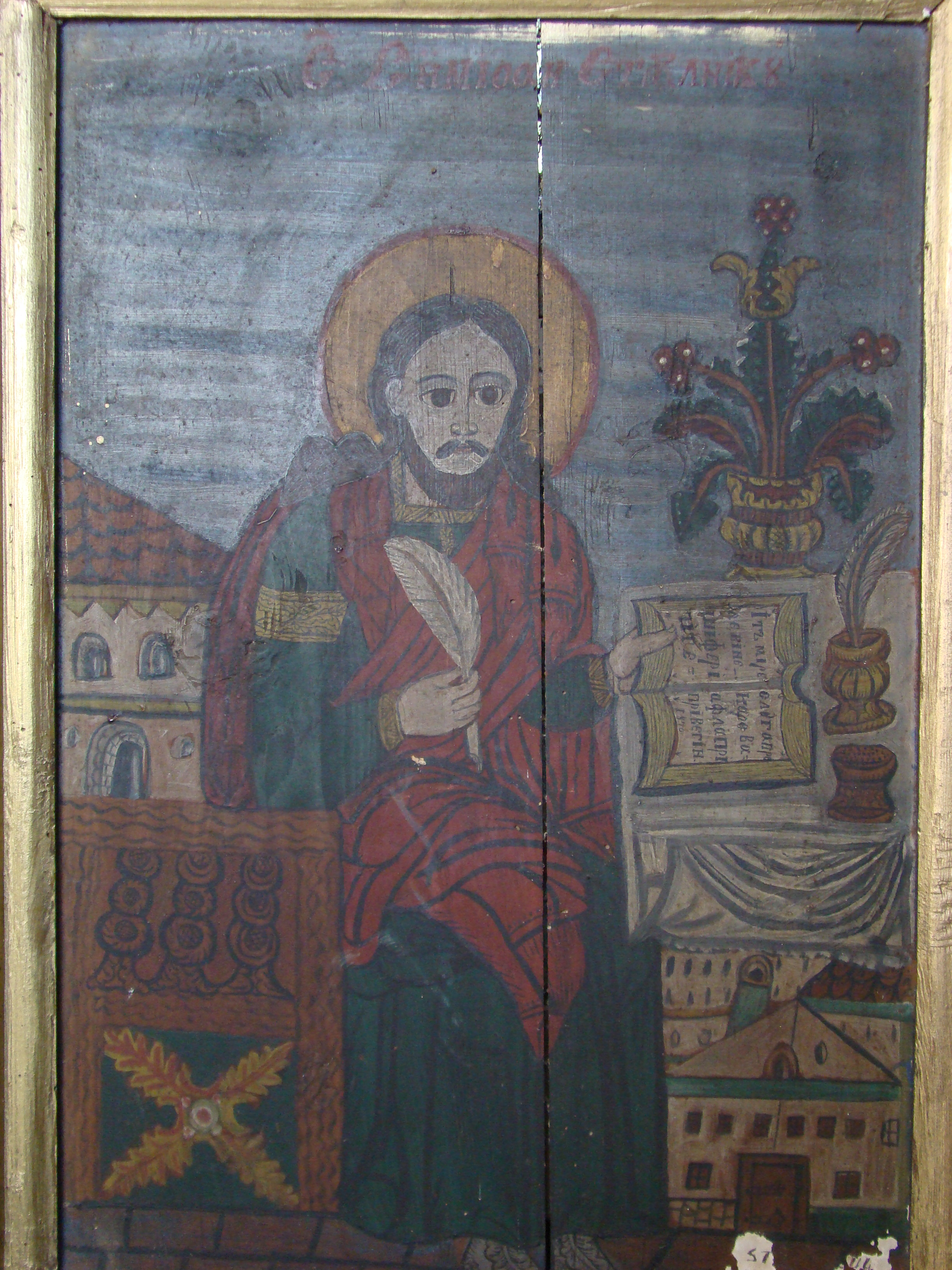
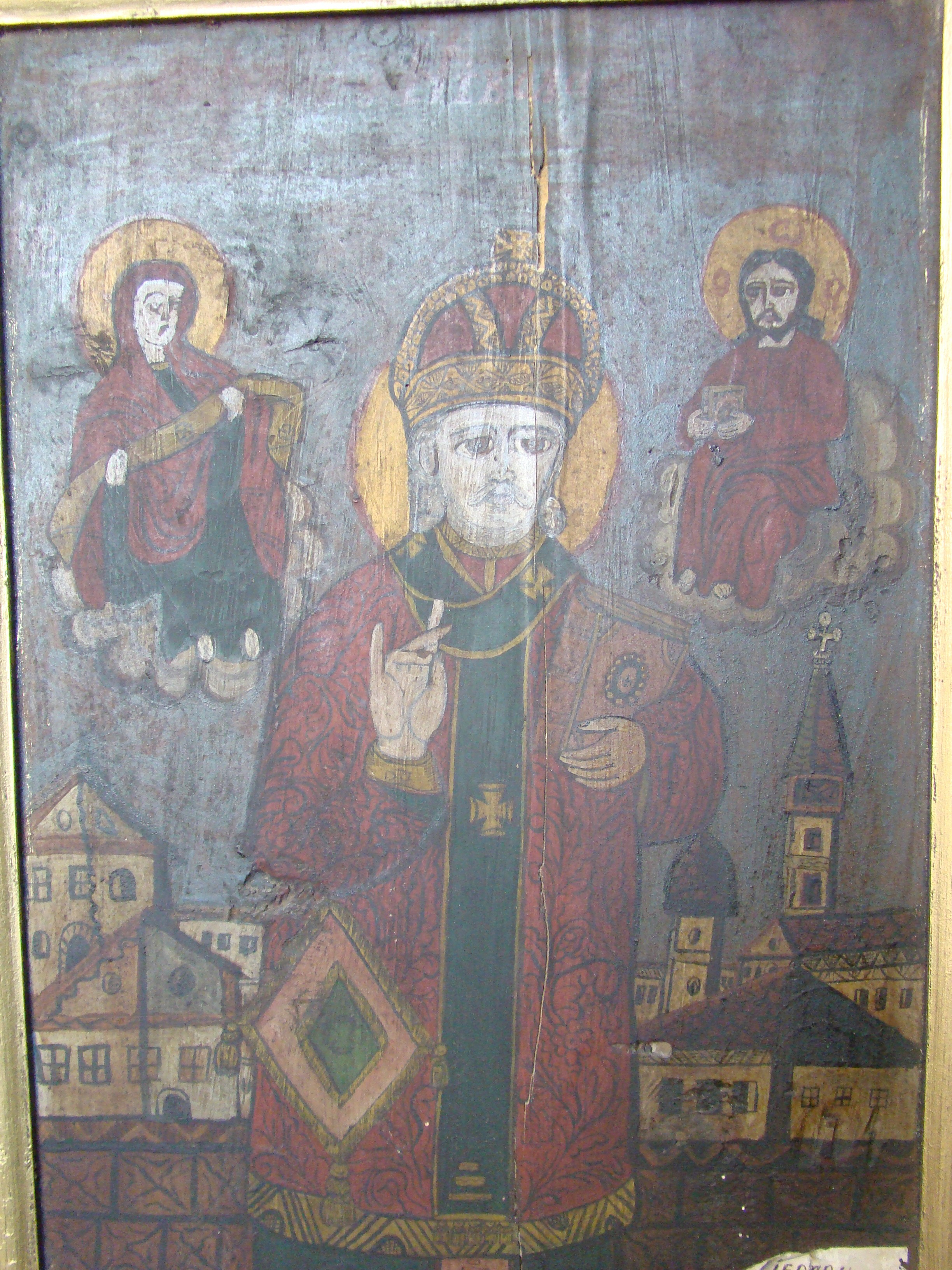
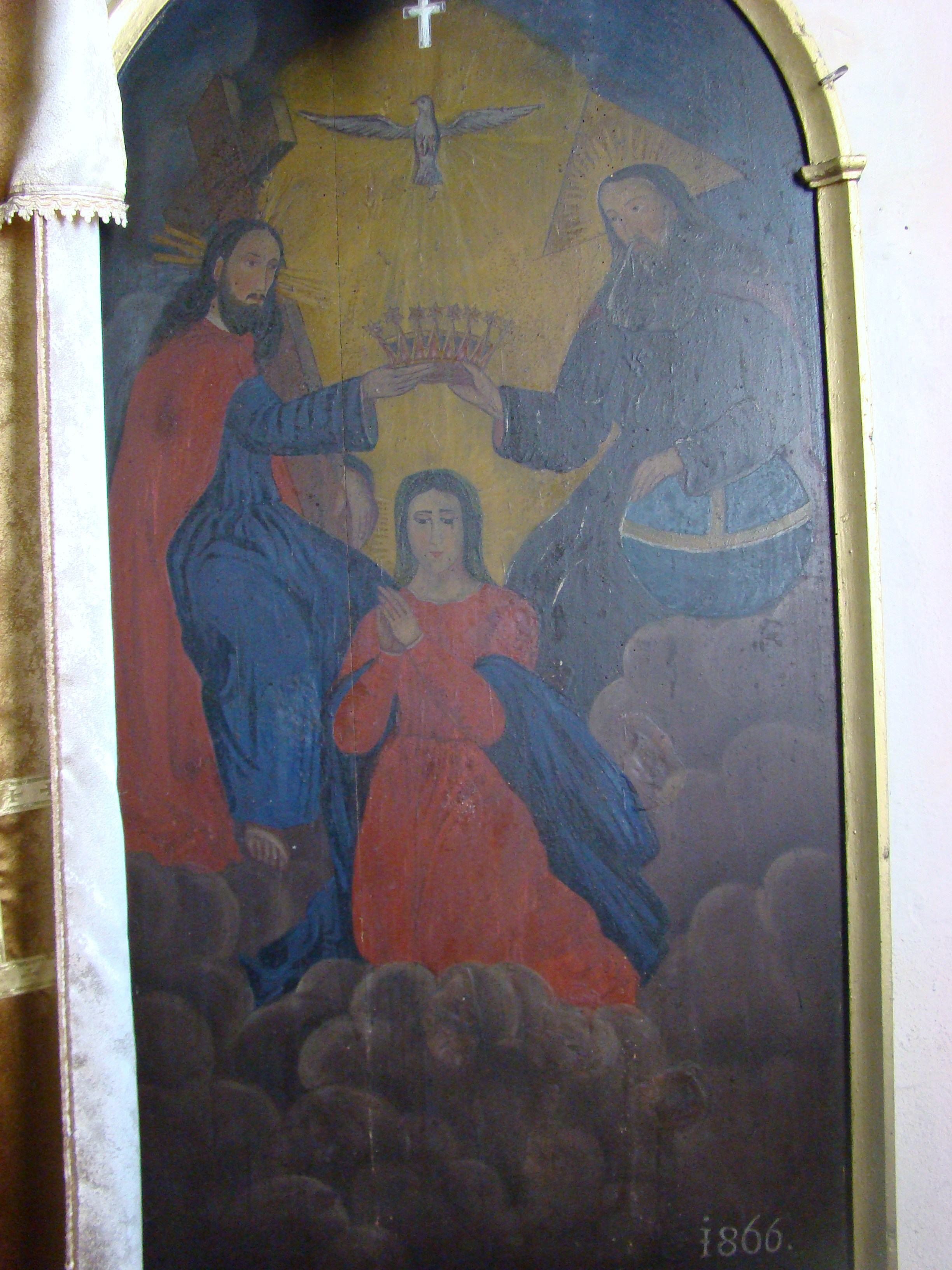
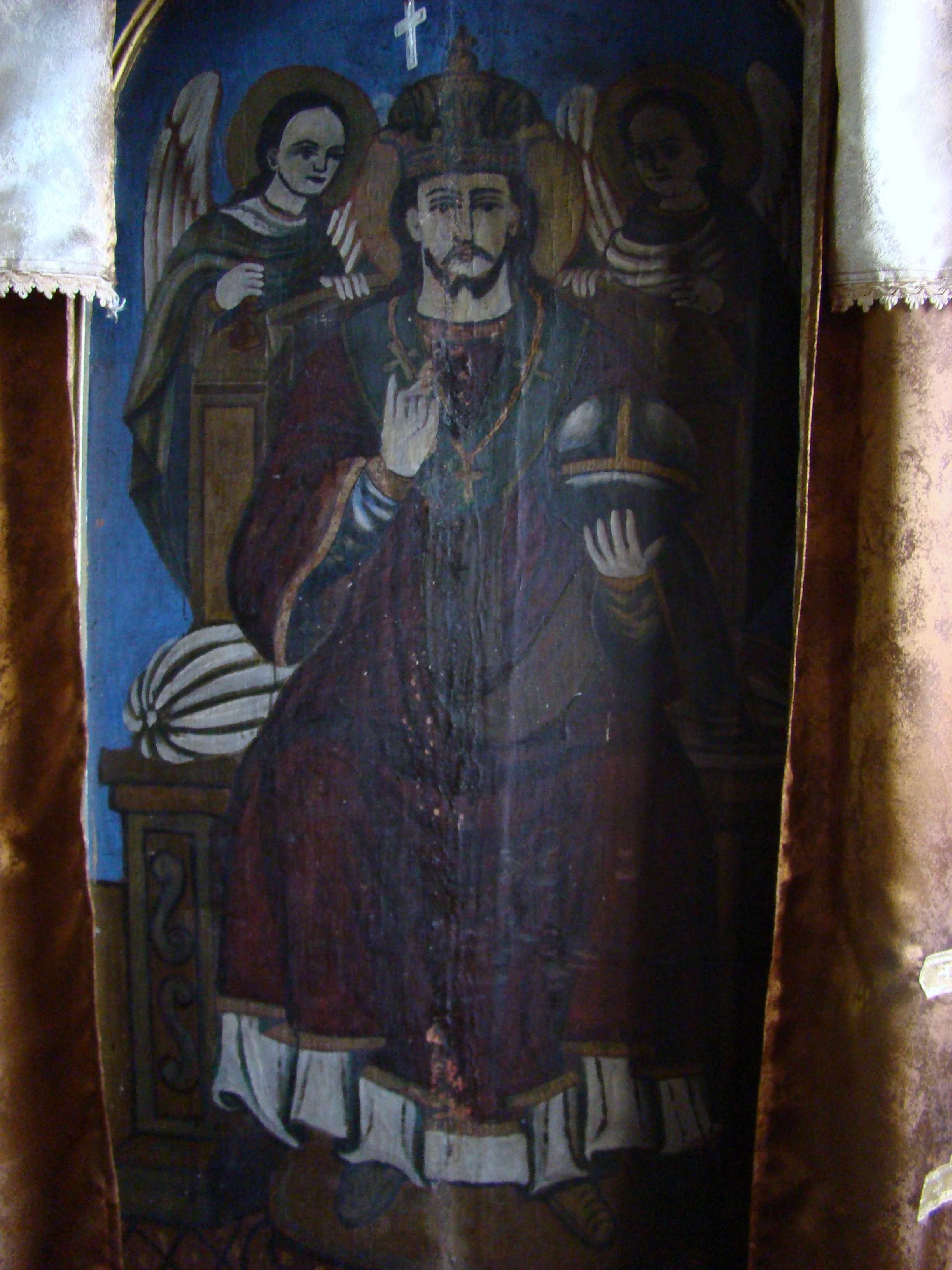
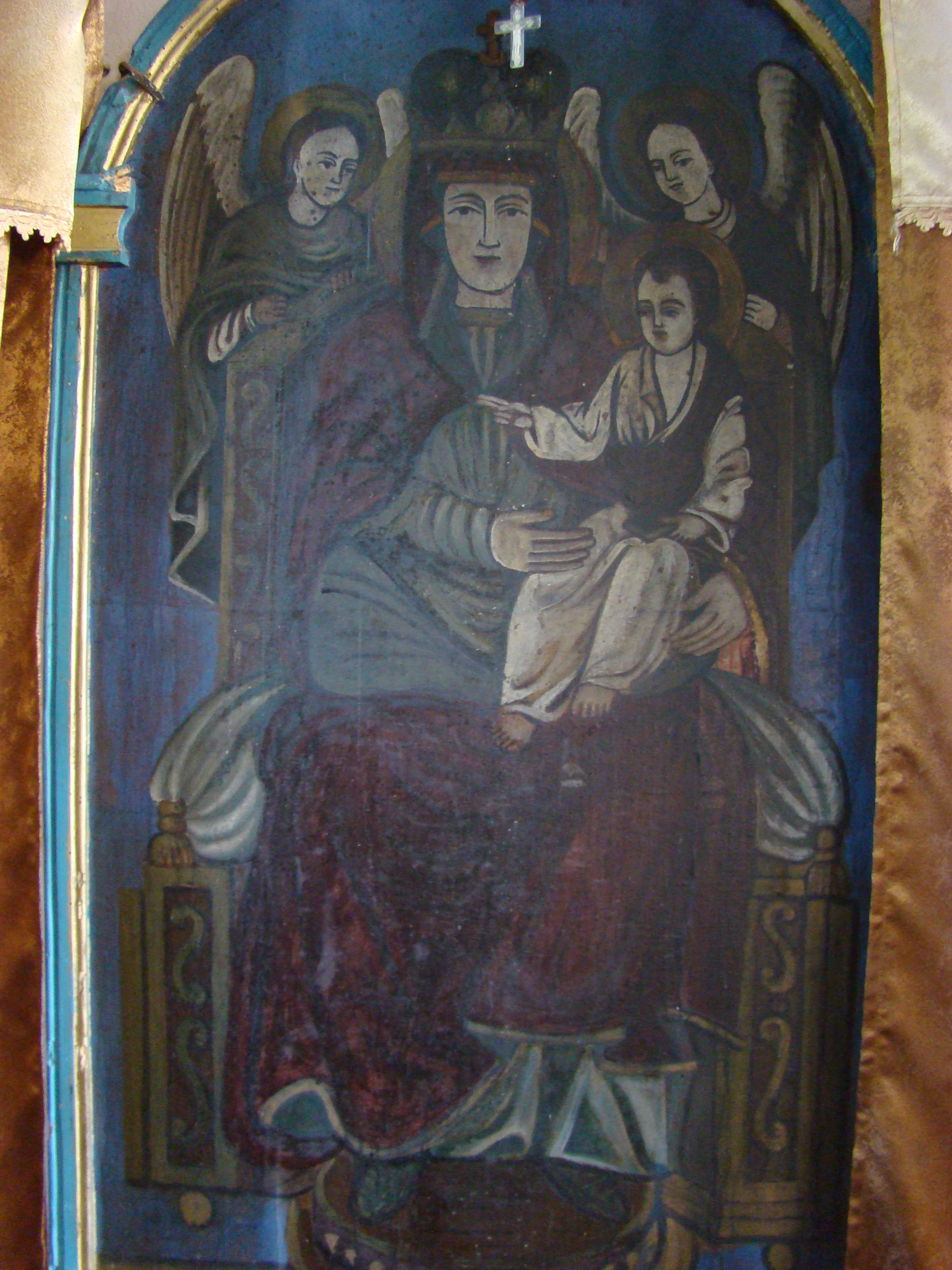
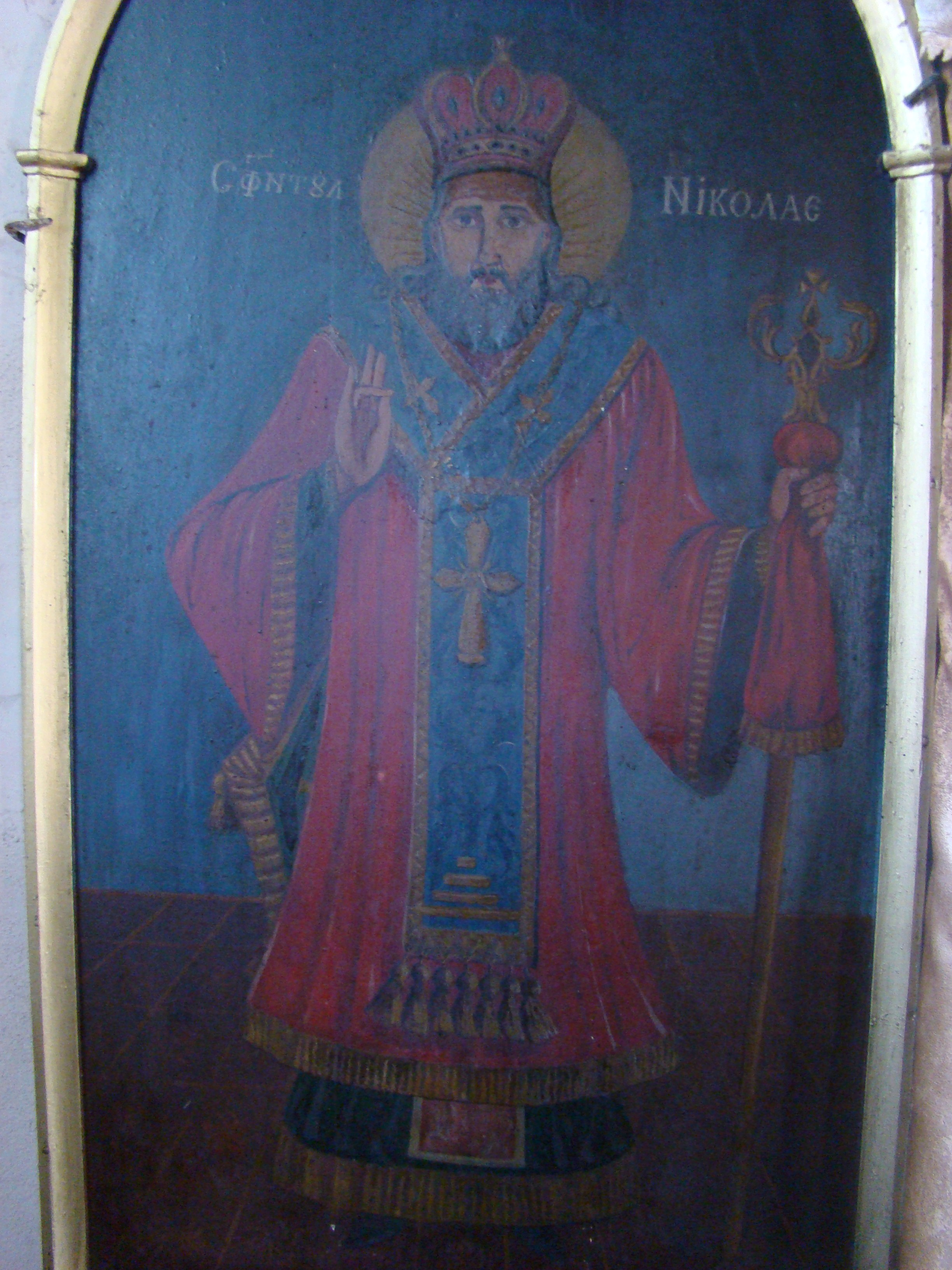